# Biserica evanghelică din Valea Lungă
Biserica evanghelică din Valea Lungă este un ansamblu de monumente istorice aflat pe teritoriul satului Valea Lungă, comuna Valea Lungă. În Repertoriul Arheologic Național, monumentul apare cu codul 8363.02.
Ansamblul este format din următoarele monumente:
- Biserica evanghelică (cod LMI AB-II-m-B-00383.01)
- Incintă fortificată (cod LMI AB-II-m-B-00383.02)

## Localitatea
Valea Lungă, mai demult Hususău, Husăsău, (în dialectul săsesc Longenduel, în germană Langenthal, Langthal, Langendorf, în maghiară Hosszúaszó, Hosszúaszú, Hosszúaszú) este satul de reședință al comunei cu același nume din județul Alba, Transilvania, România.
Atestarea documentară a existenței localității o avem de la începutul secolului al XIV-lea. În anul 1309 se amintește de existența unui arhidiaconat din care făcea parte și localitatea Valea Lungă, menționându-se preotul acestei localități Arnold de Longavalle.

## Biserica
Lăcașul de cult a fost construit în secolul al XIV-lea, iar câteva zeci de ani după aceea a fost fortificat cu un zid de apărare. Biserica, în stil gotic târziu, a primit în 1729 un tavan casetat cu 118 panouri. Altarul baroc și amvonul datează din anul 1725, iar cristelnița de piatră din Evul Mediu. Biserica deține fragmente de pictură murală. Cripta de sub corul bisericii a fost utilizată ca osuar. Zidurile circulare ale fortificației sunt construite din piatră spartă și măsoară cinci metri înălțime. Au rezistat până în zilele noastre două din cele șase turnuri. În 1981 a fost reconstruit turnul-clopotniță pe temelia vechiului turn prăbușit. Cele două clopote datează de la 1592 (cel mic), respectiv 1710 (cel mare).

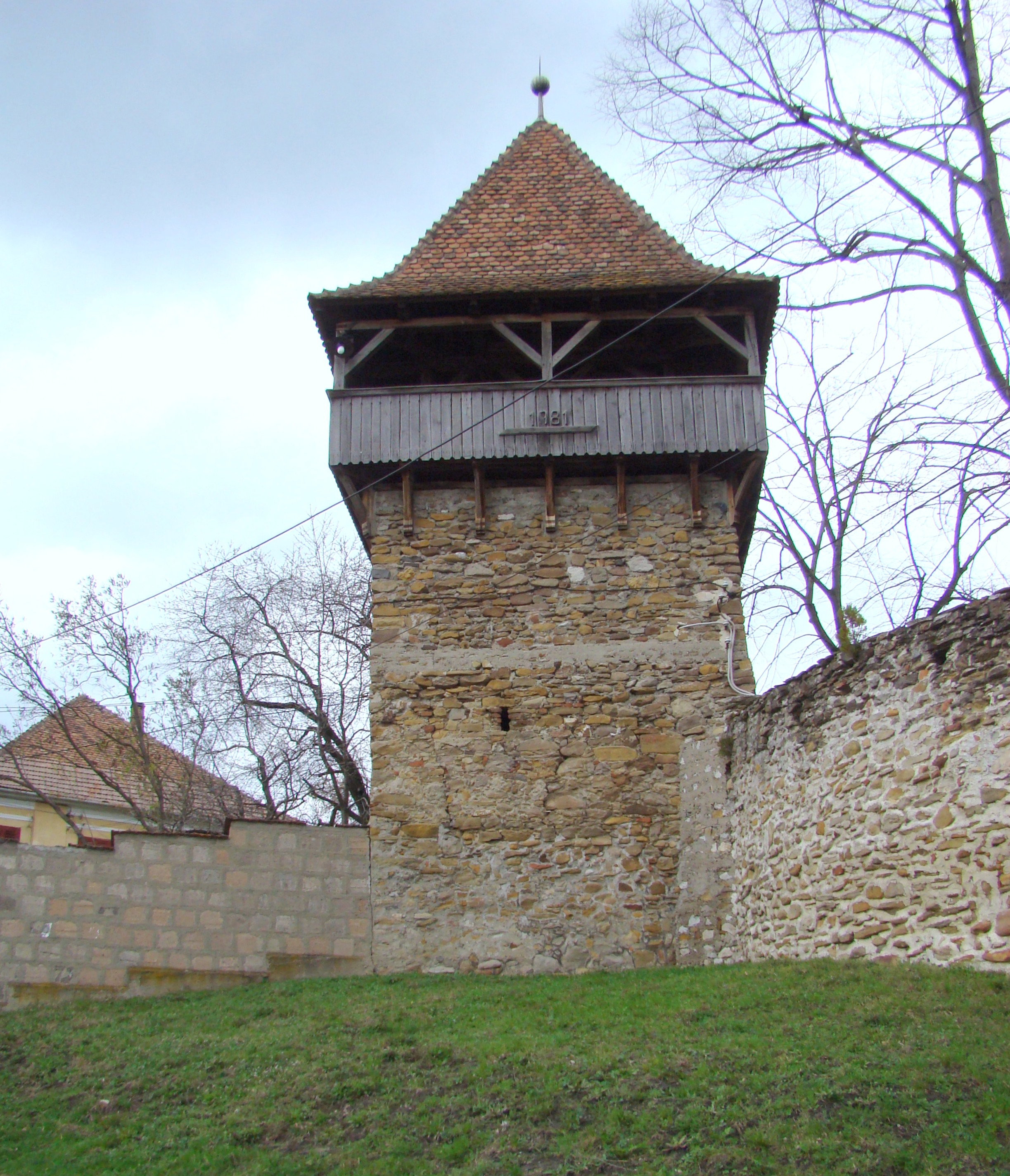
O parte a incintei fortificate
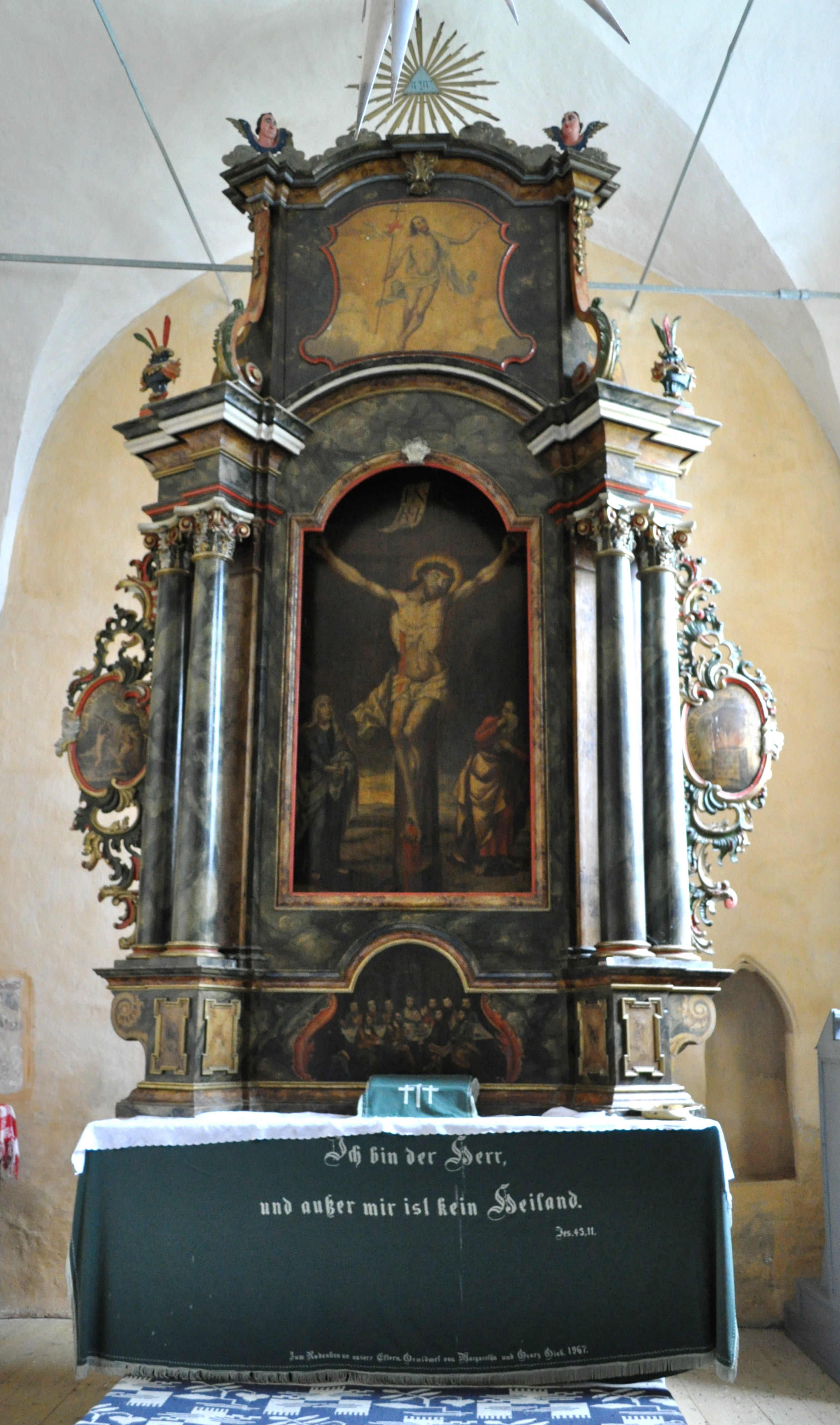
Altarul baroc datând din 1725
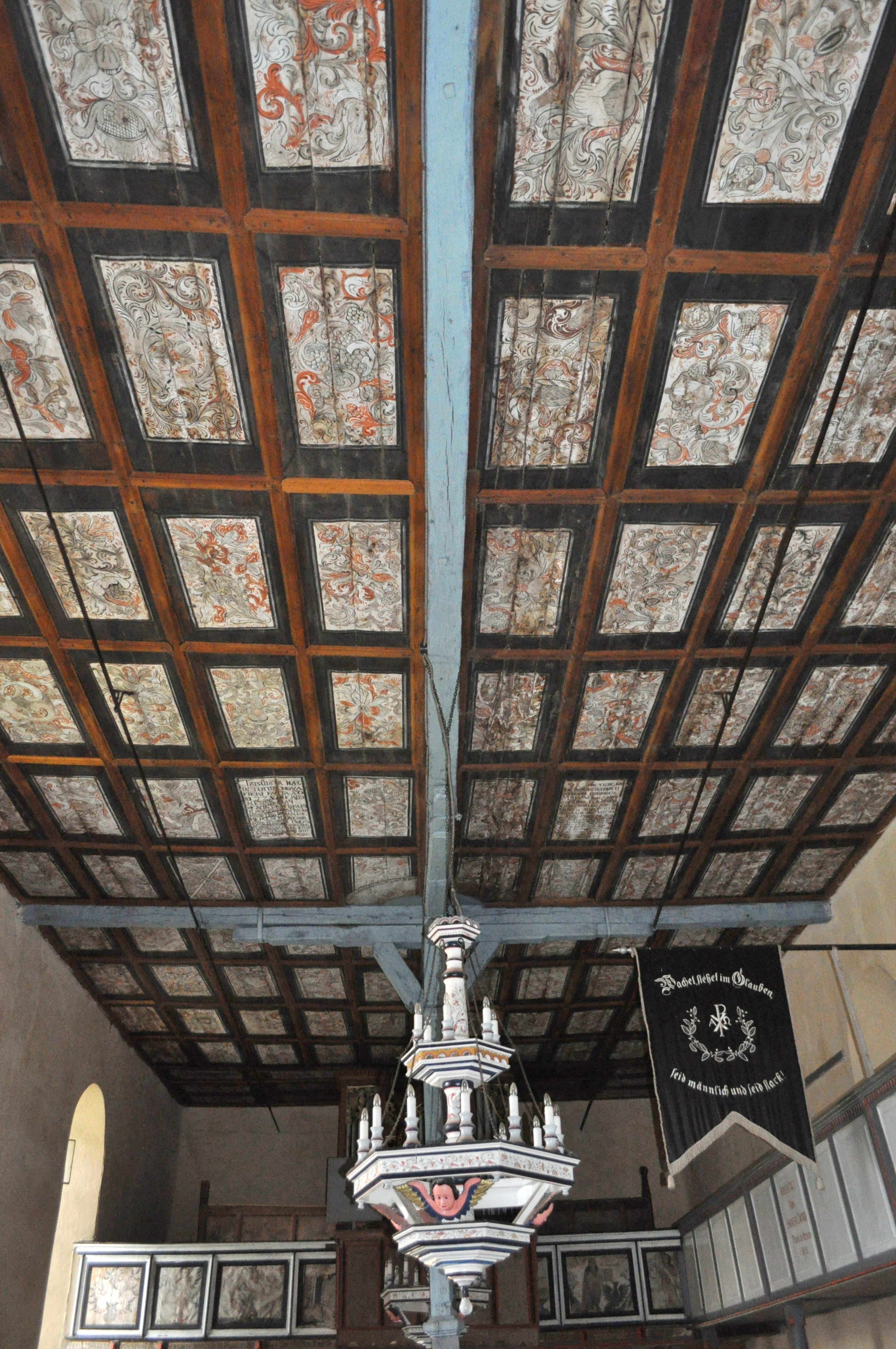
Tavanul casetat
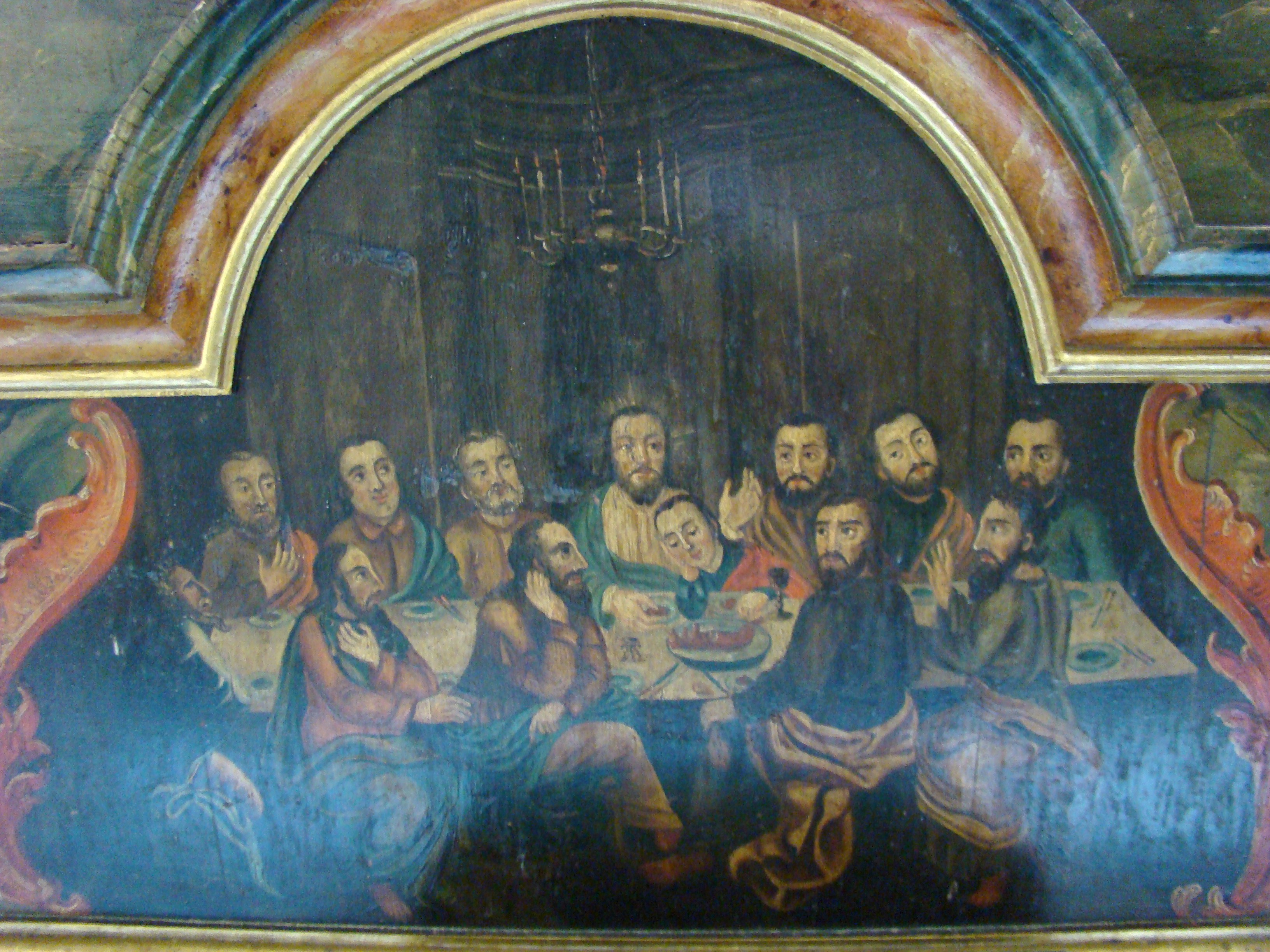
Cina cea de Taină
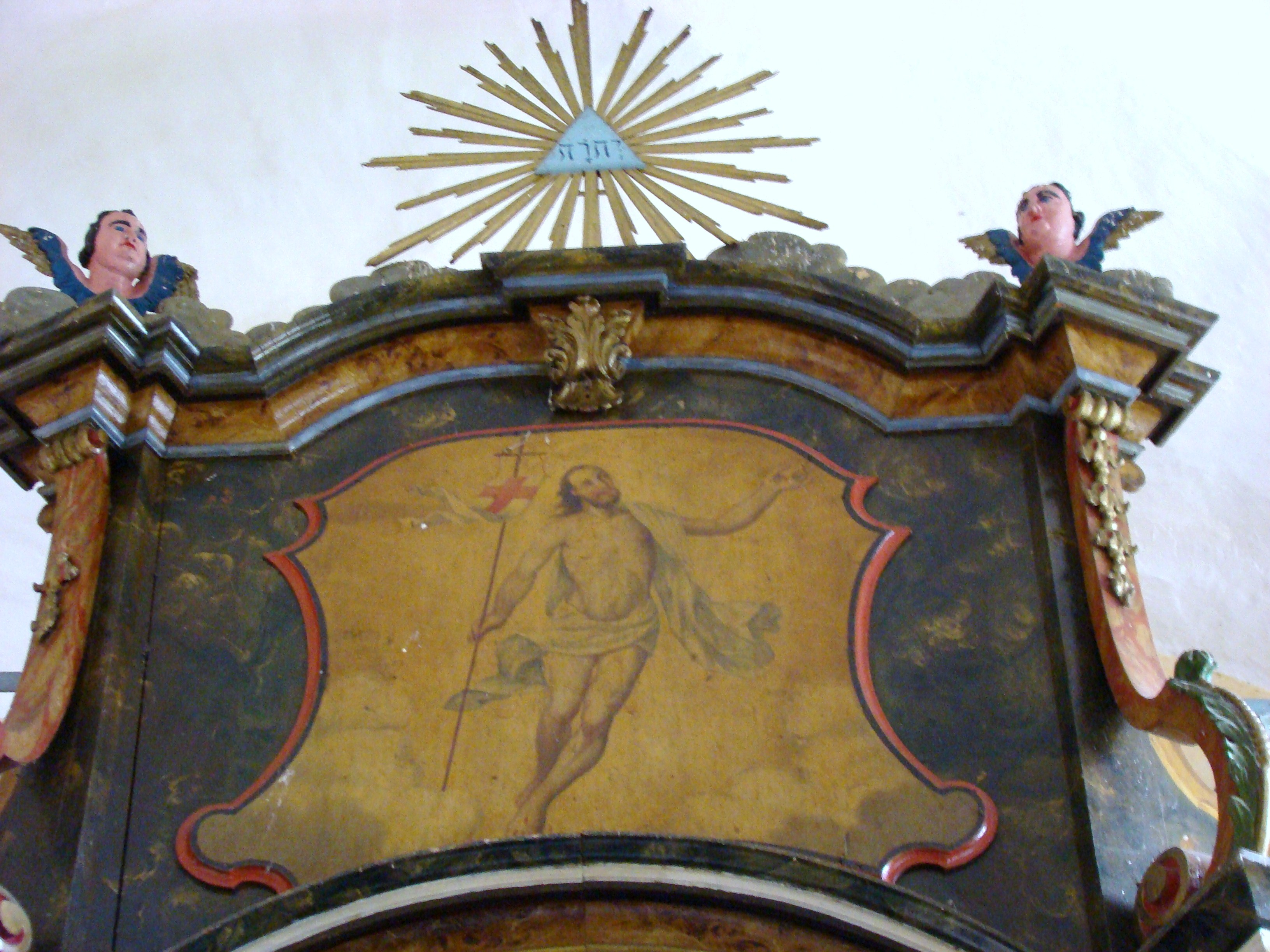
Învierea Domnului
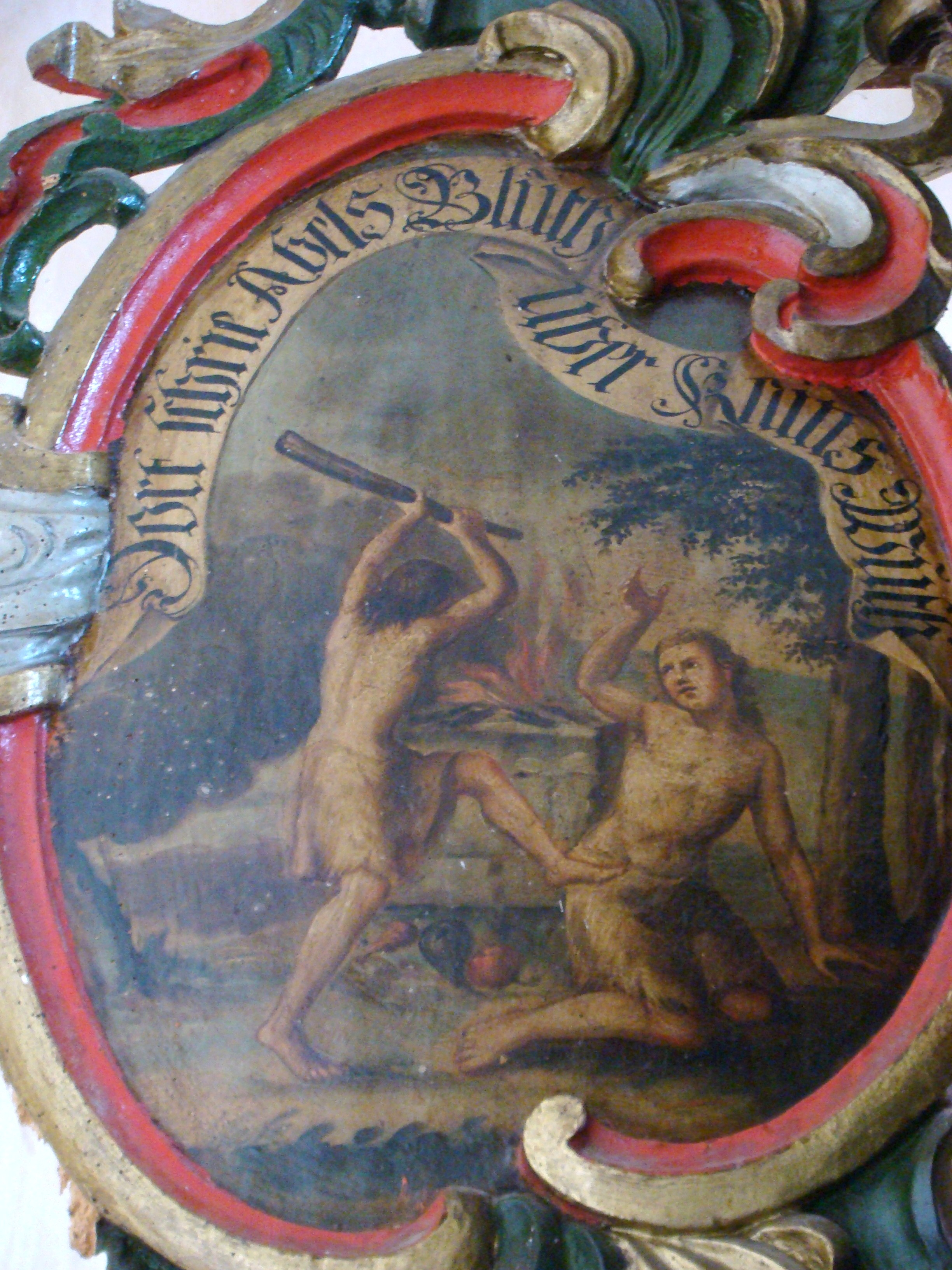
Cain îl ucide pe Abel

## Imagini din exterior

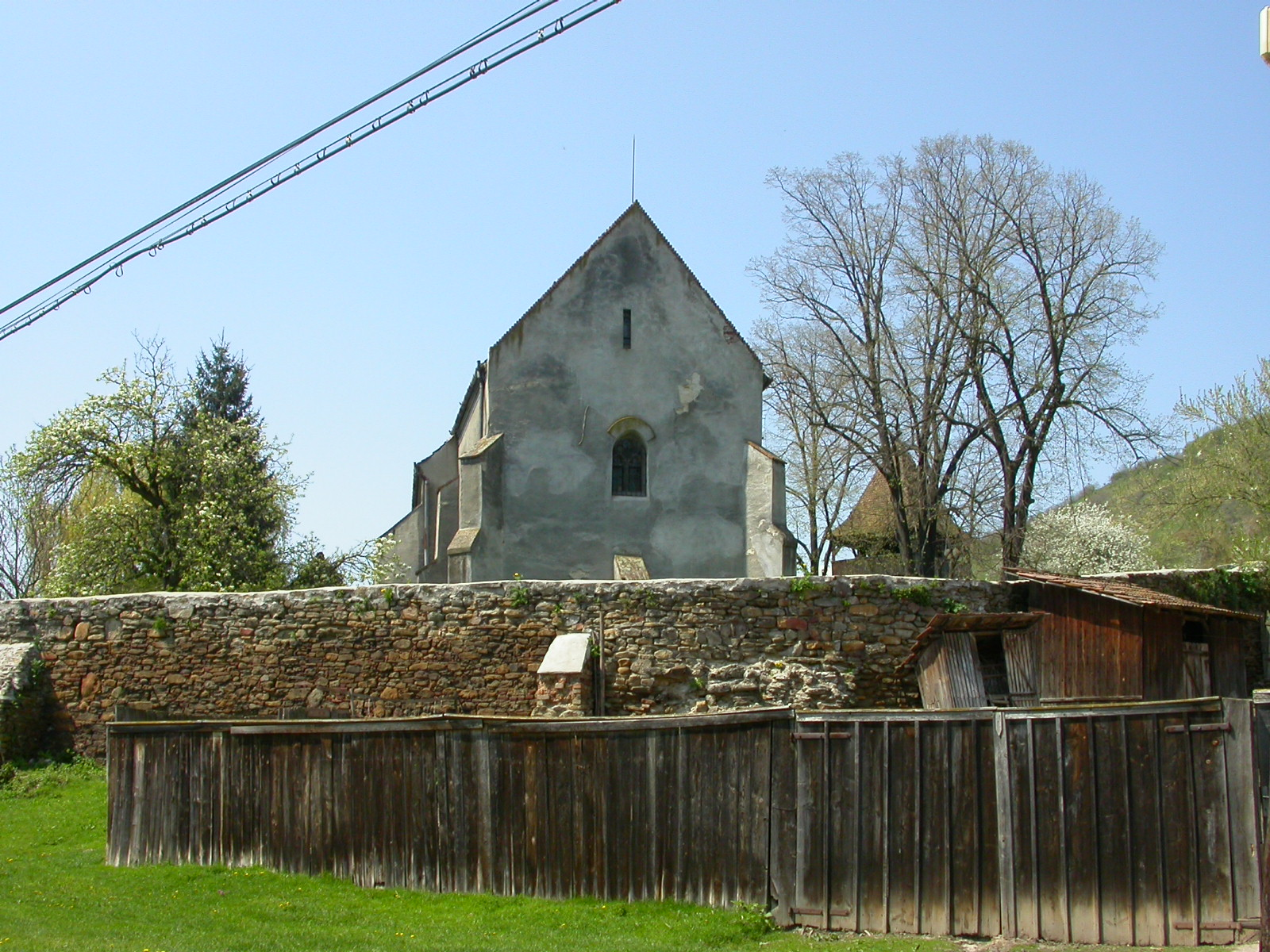
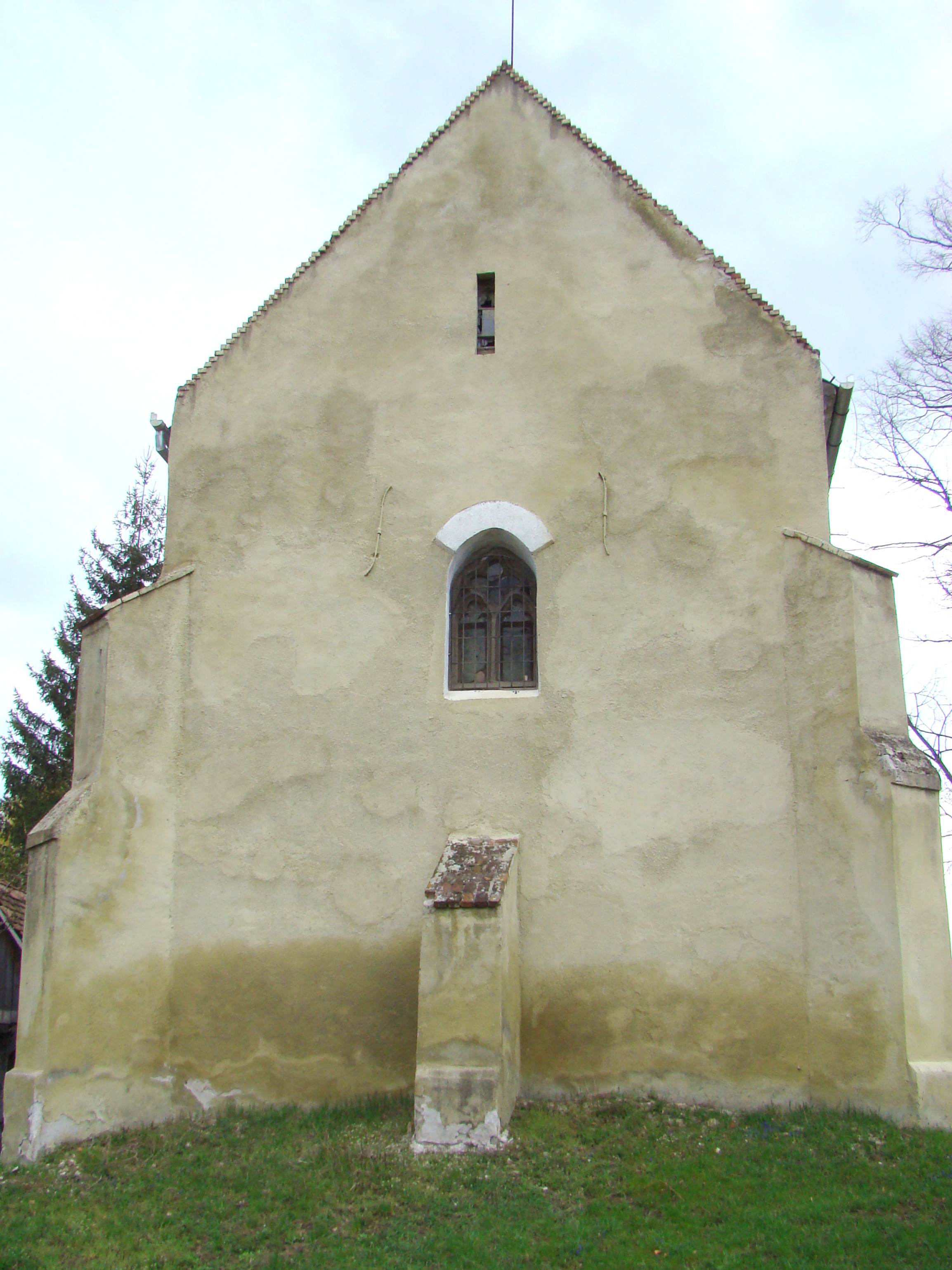
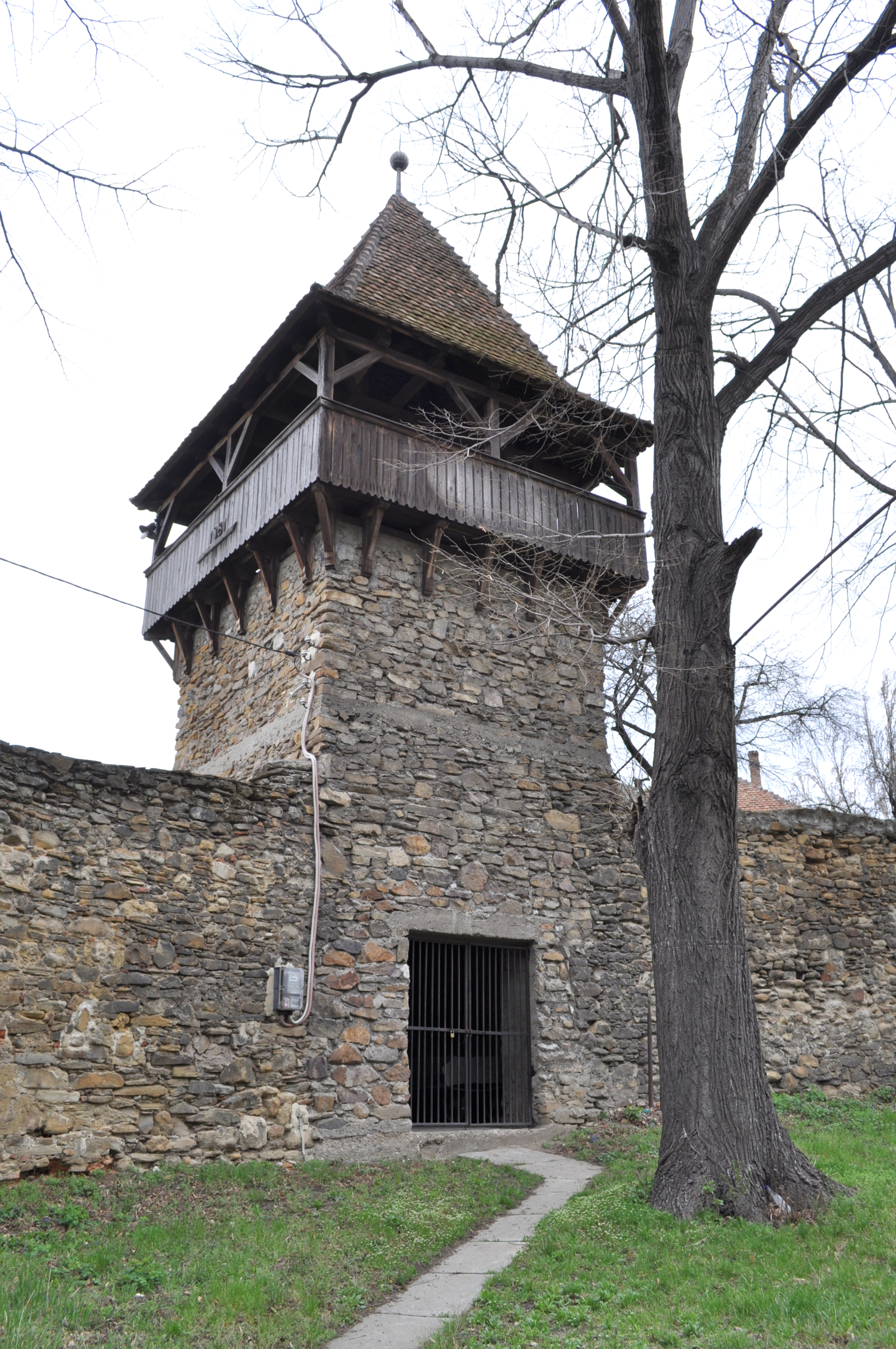
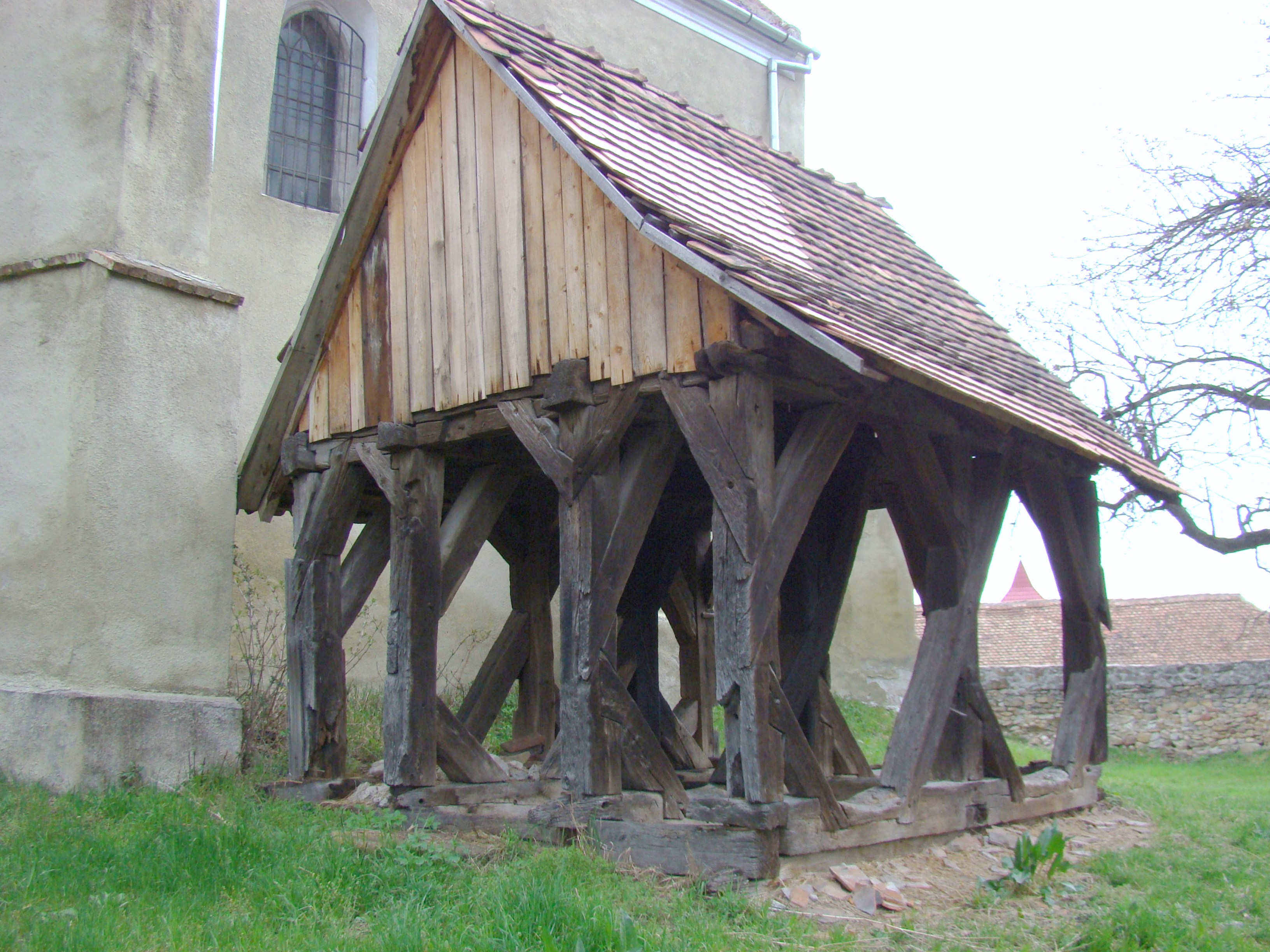
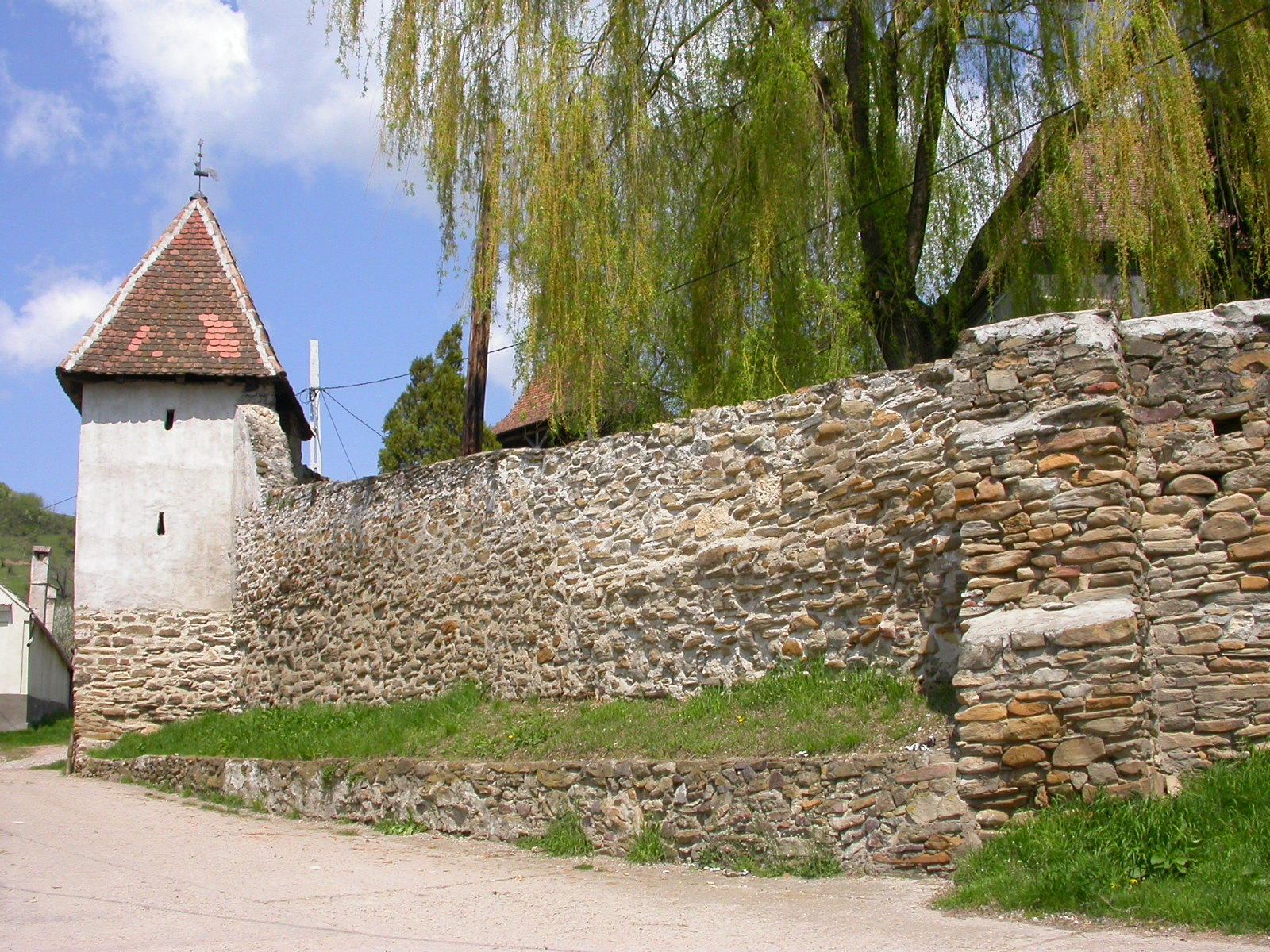
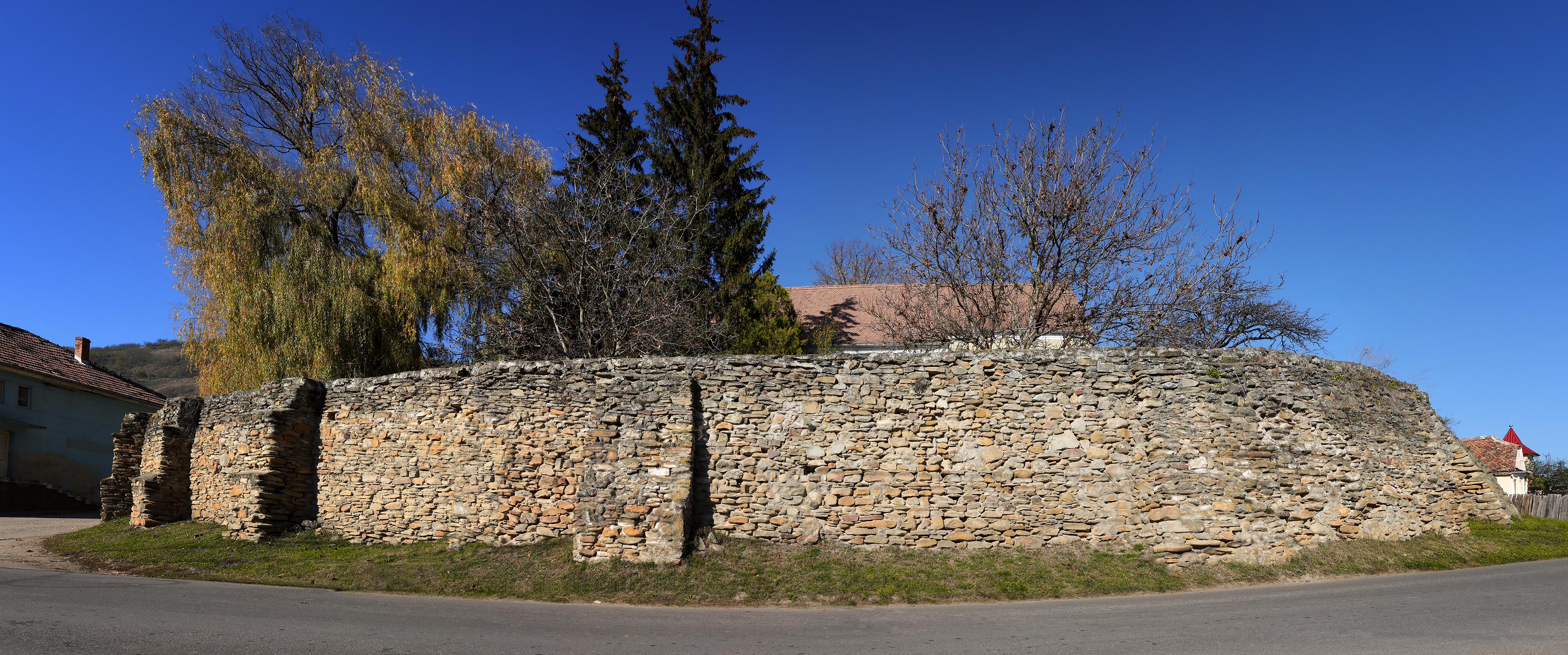
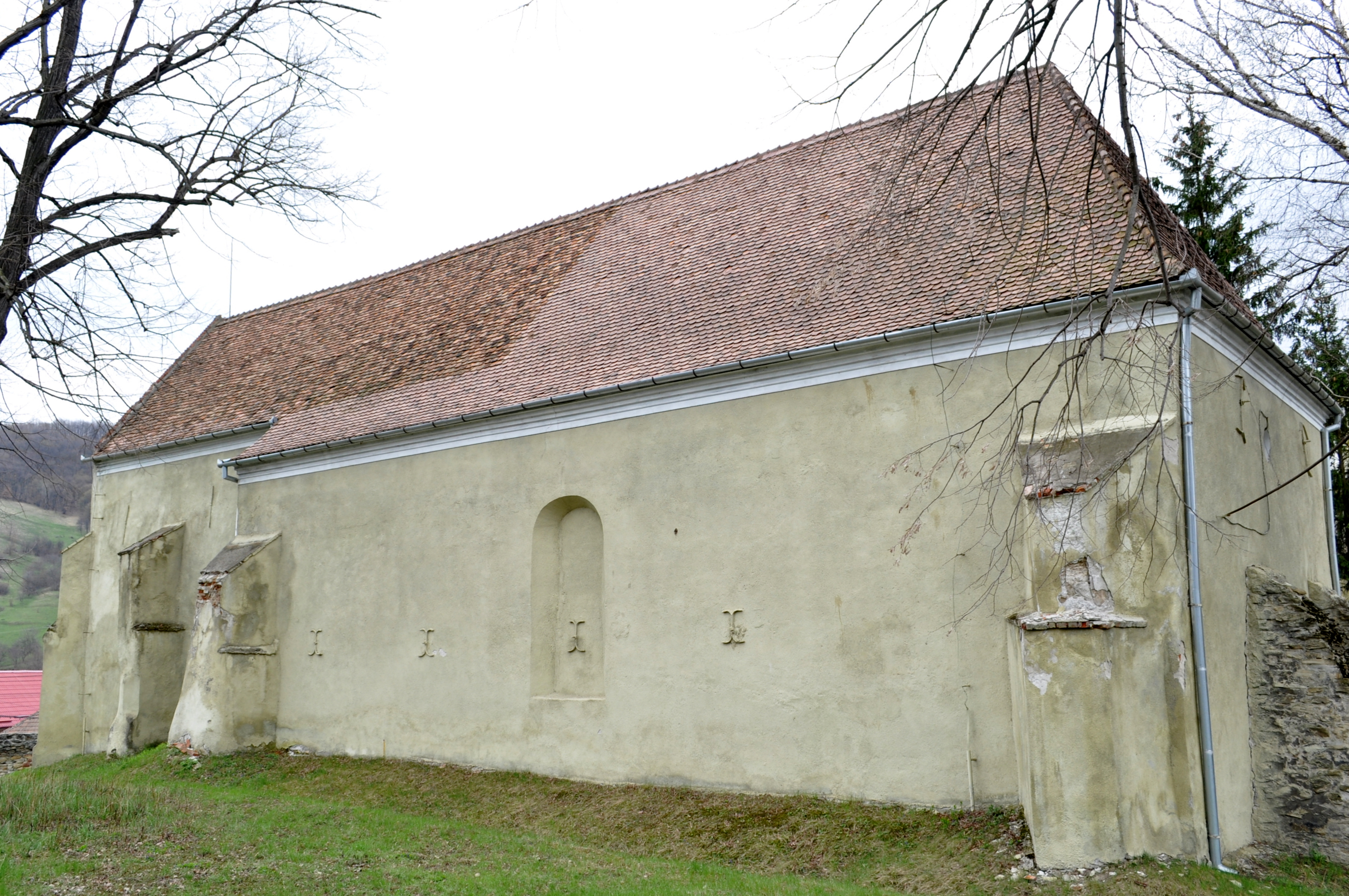
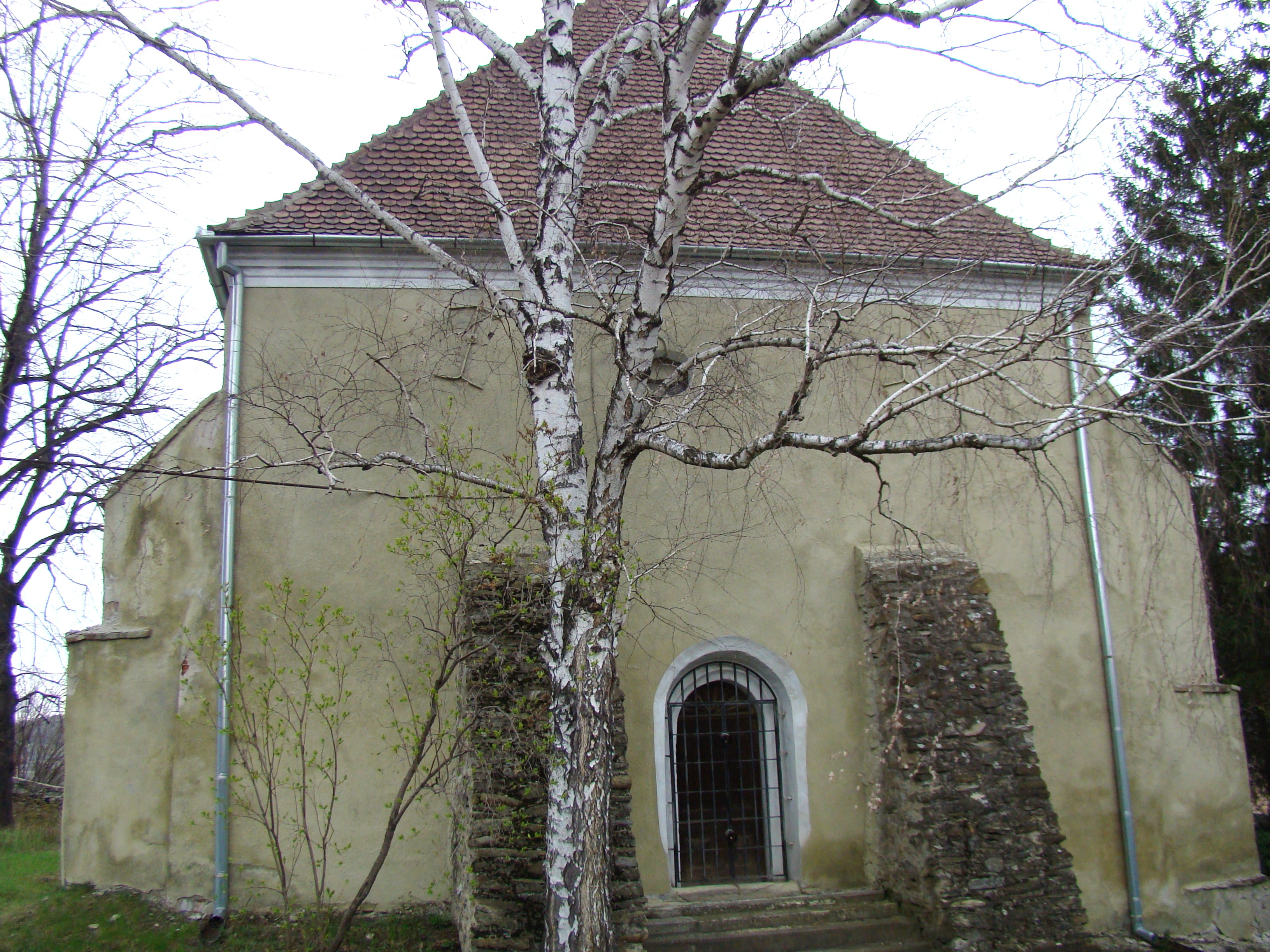
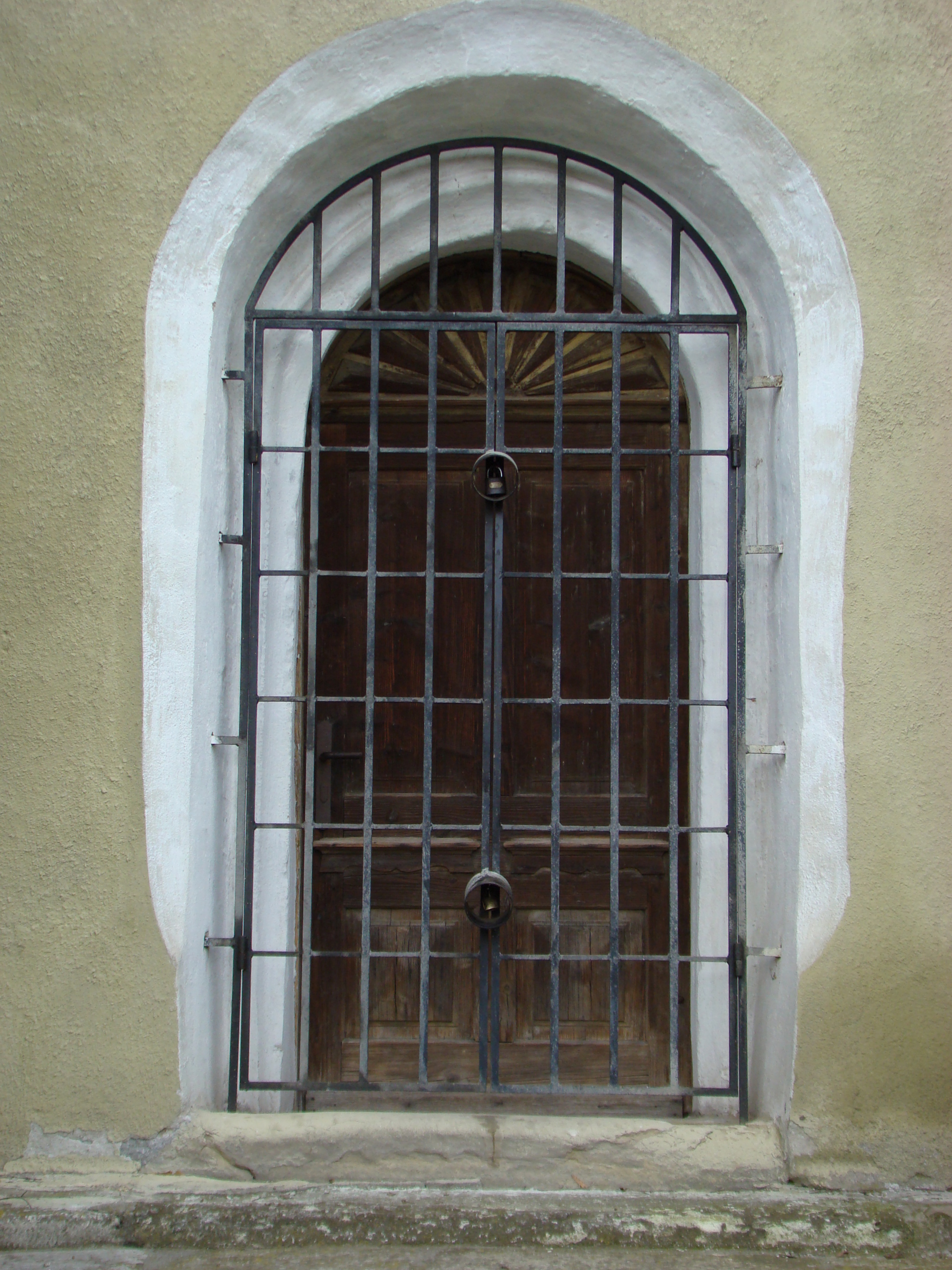
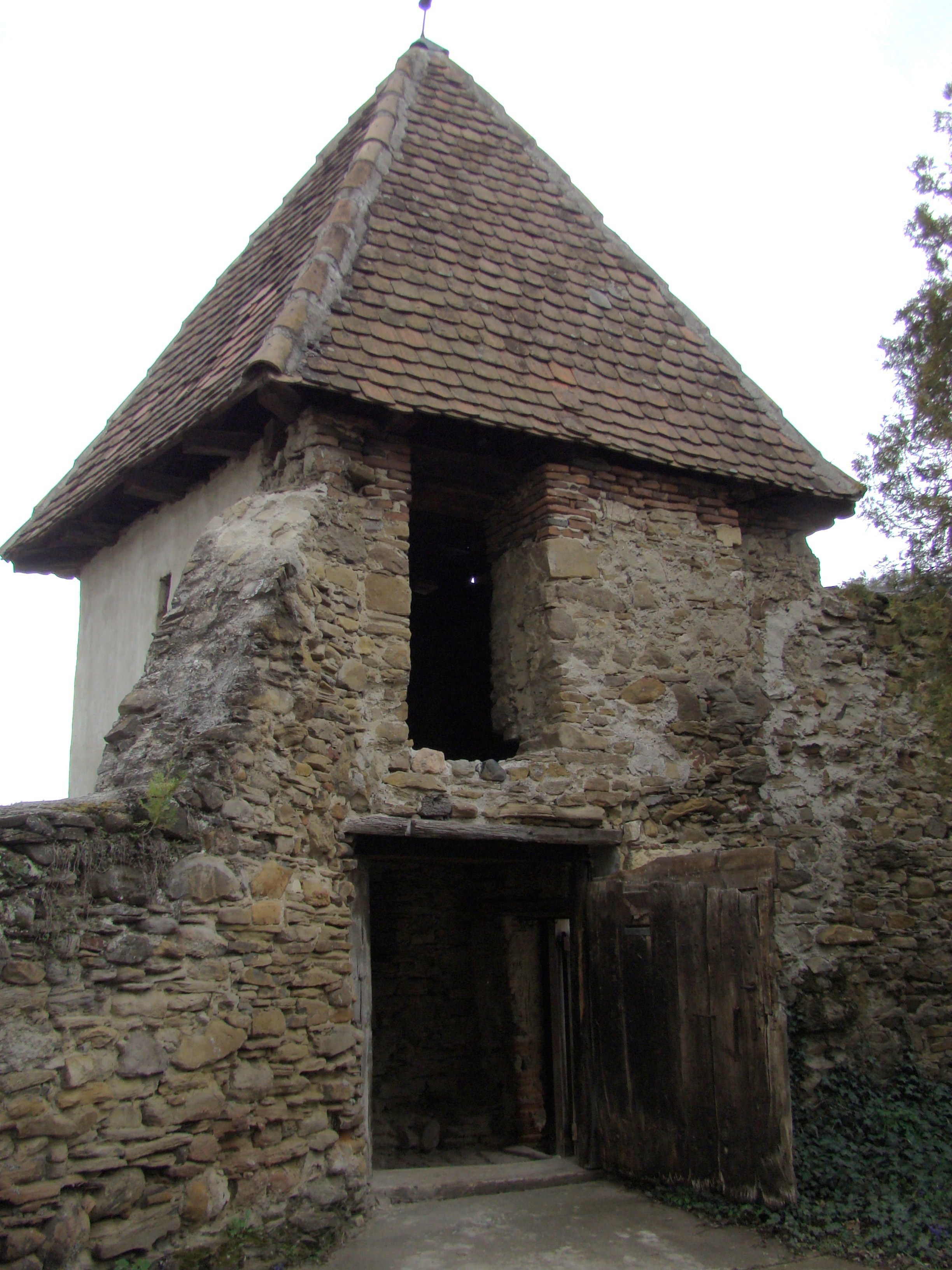
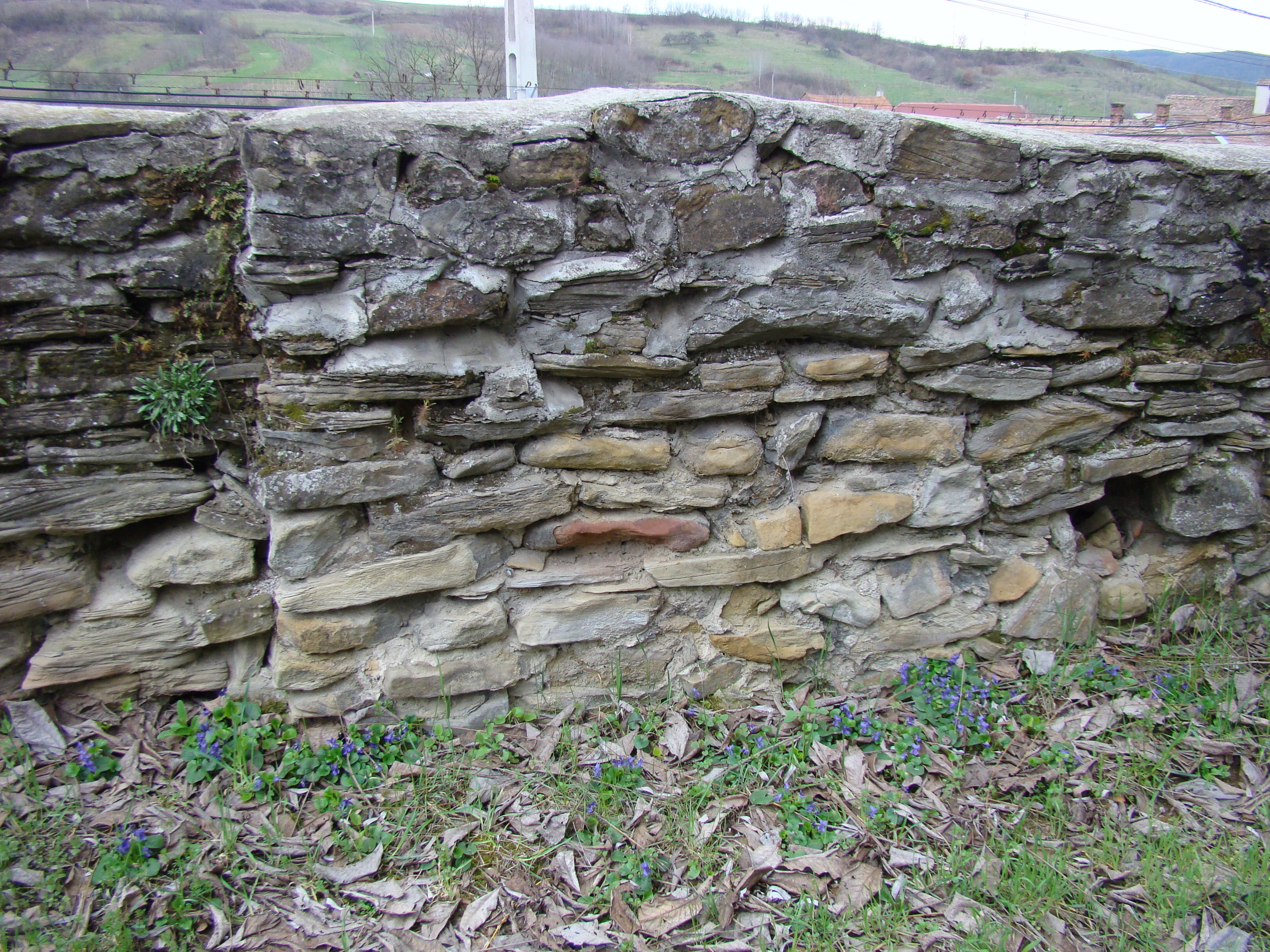
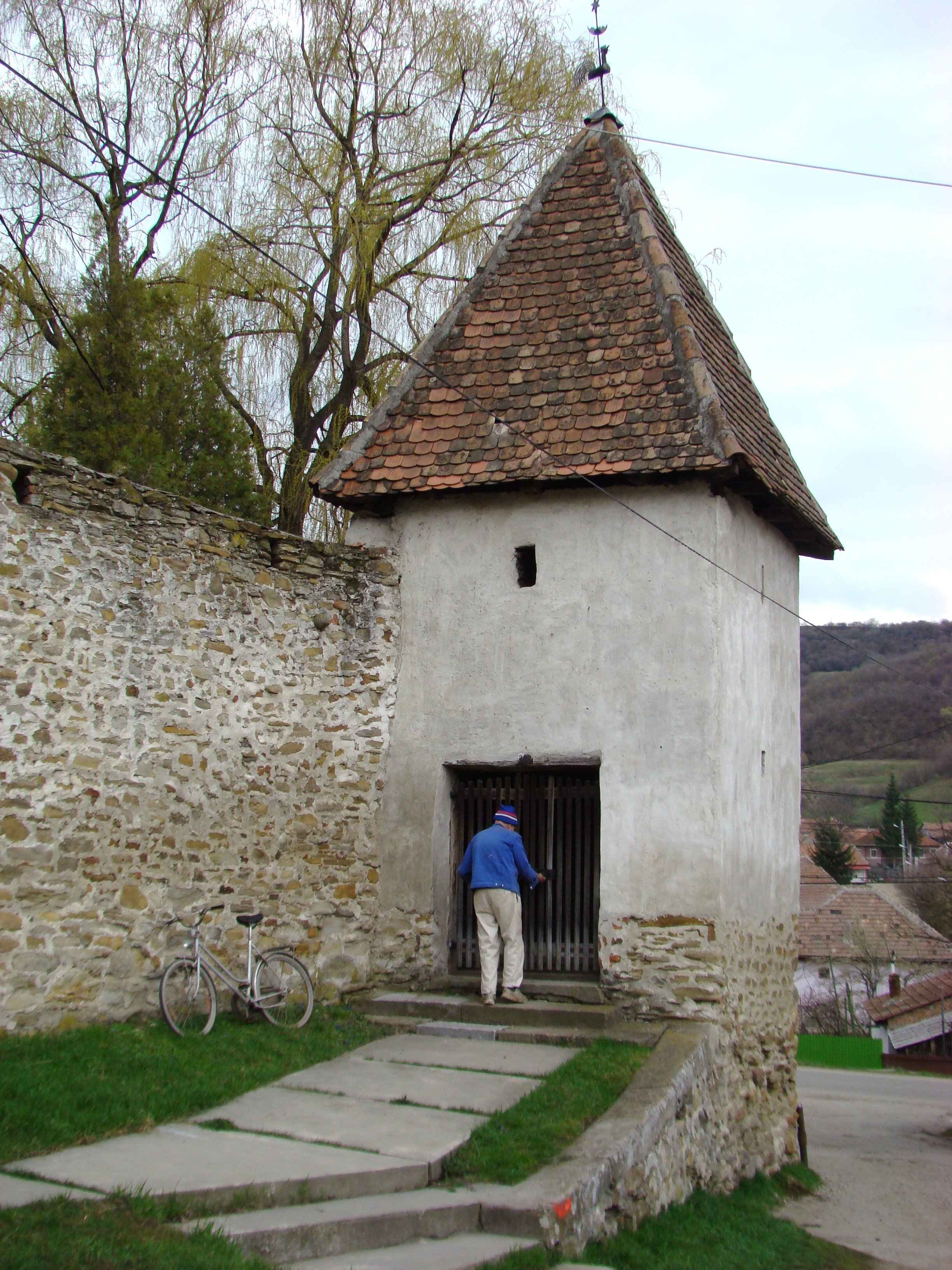
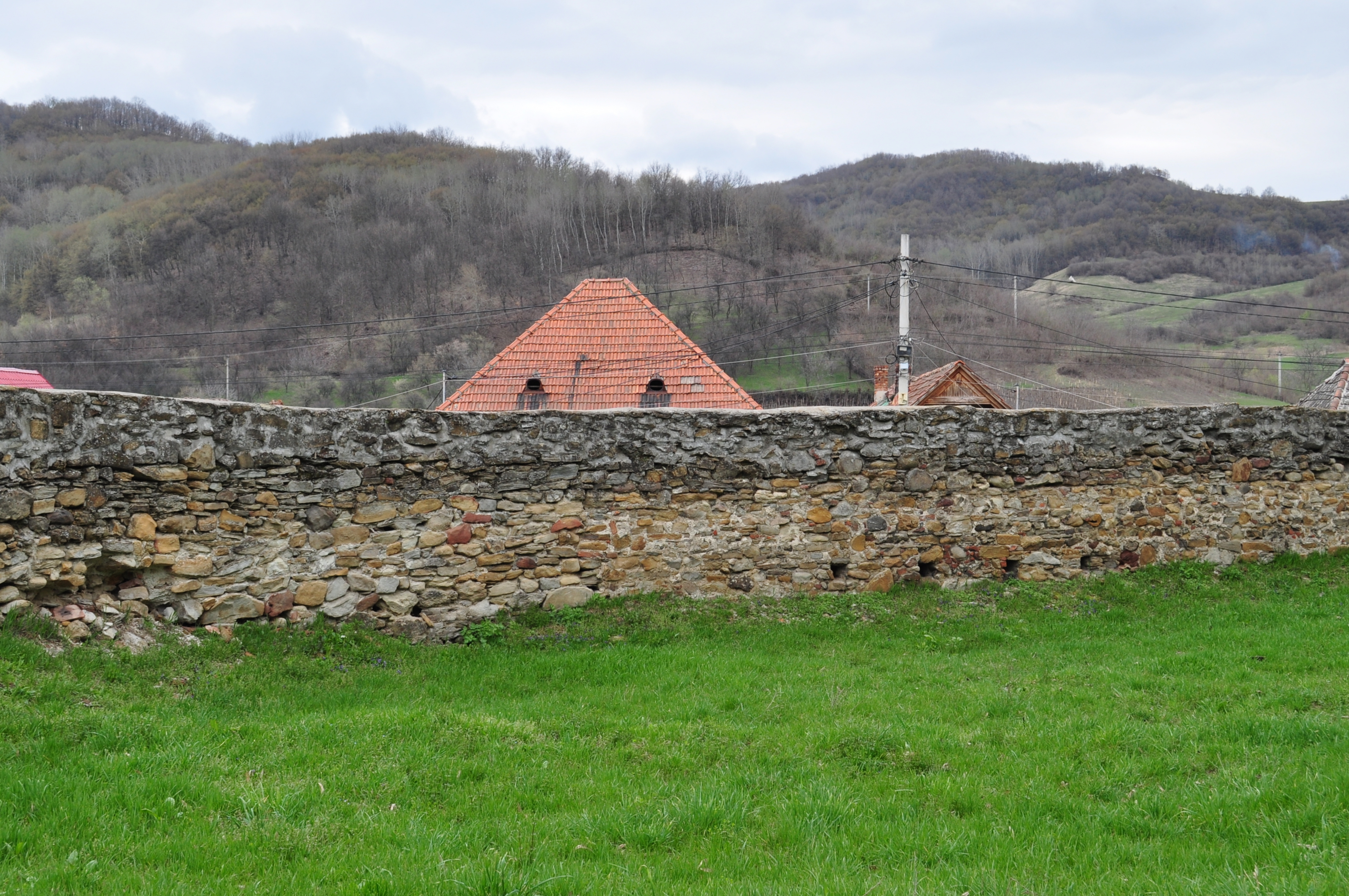
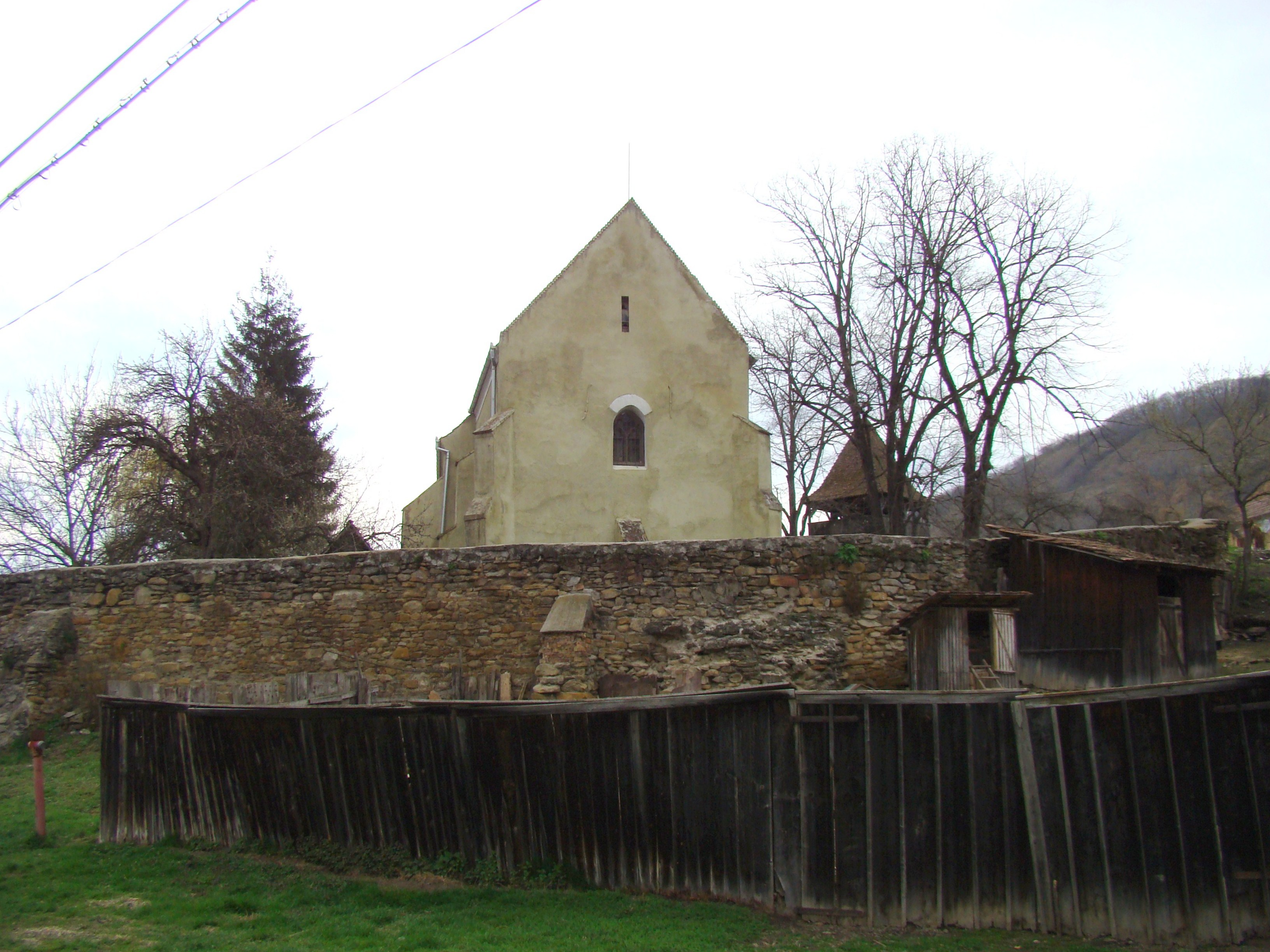
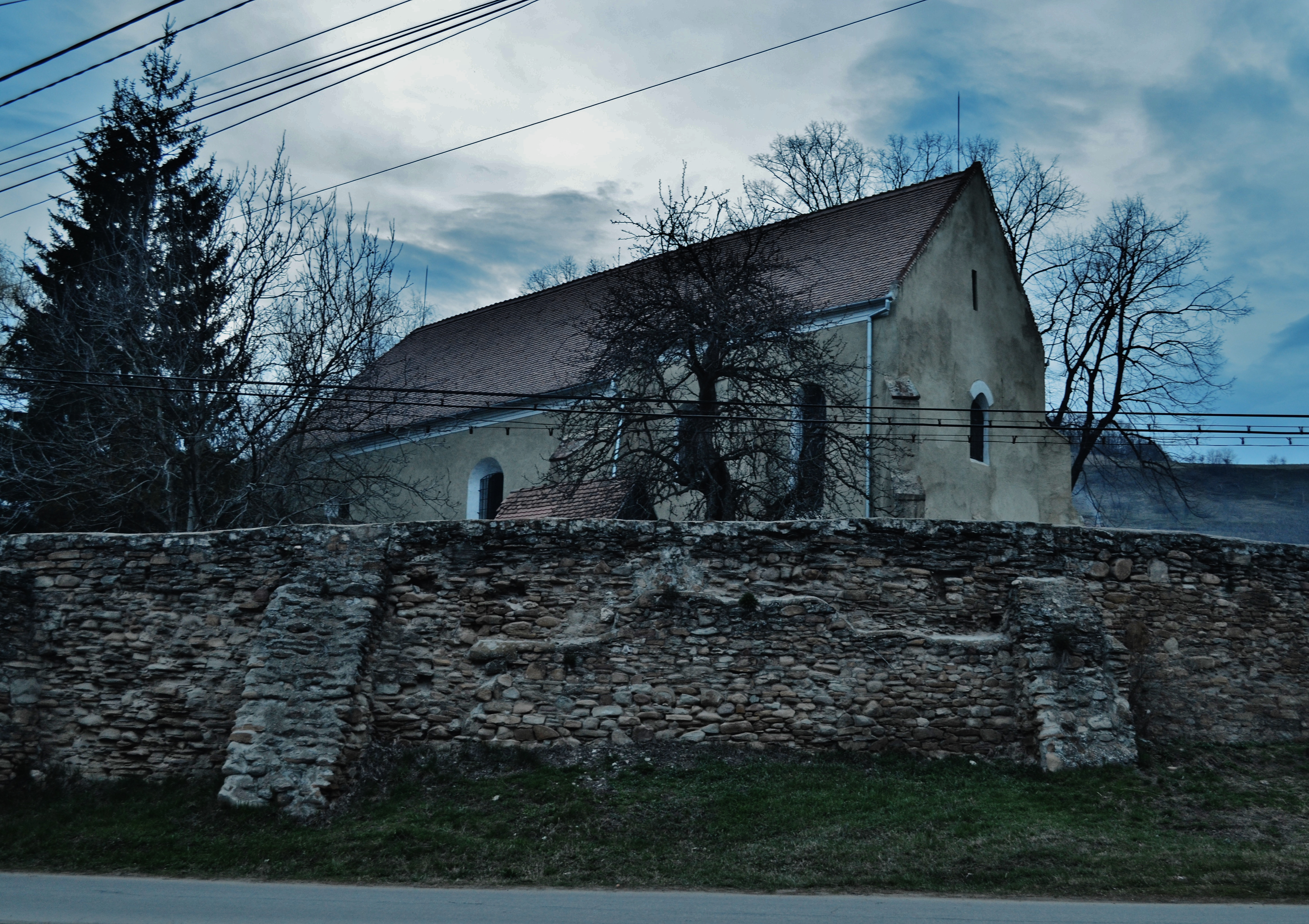

## Imagini din interior

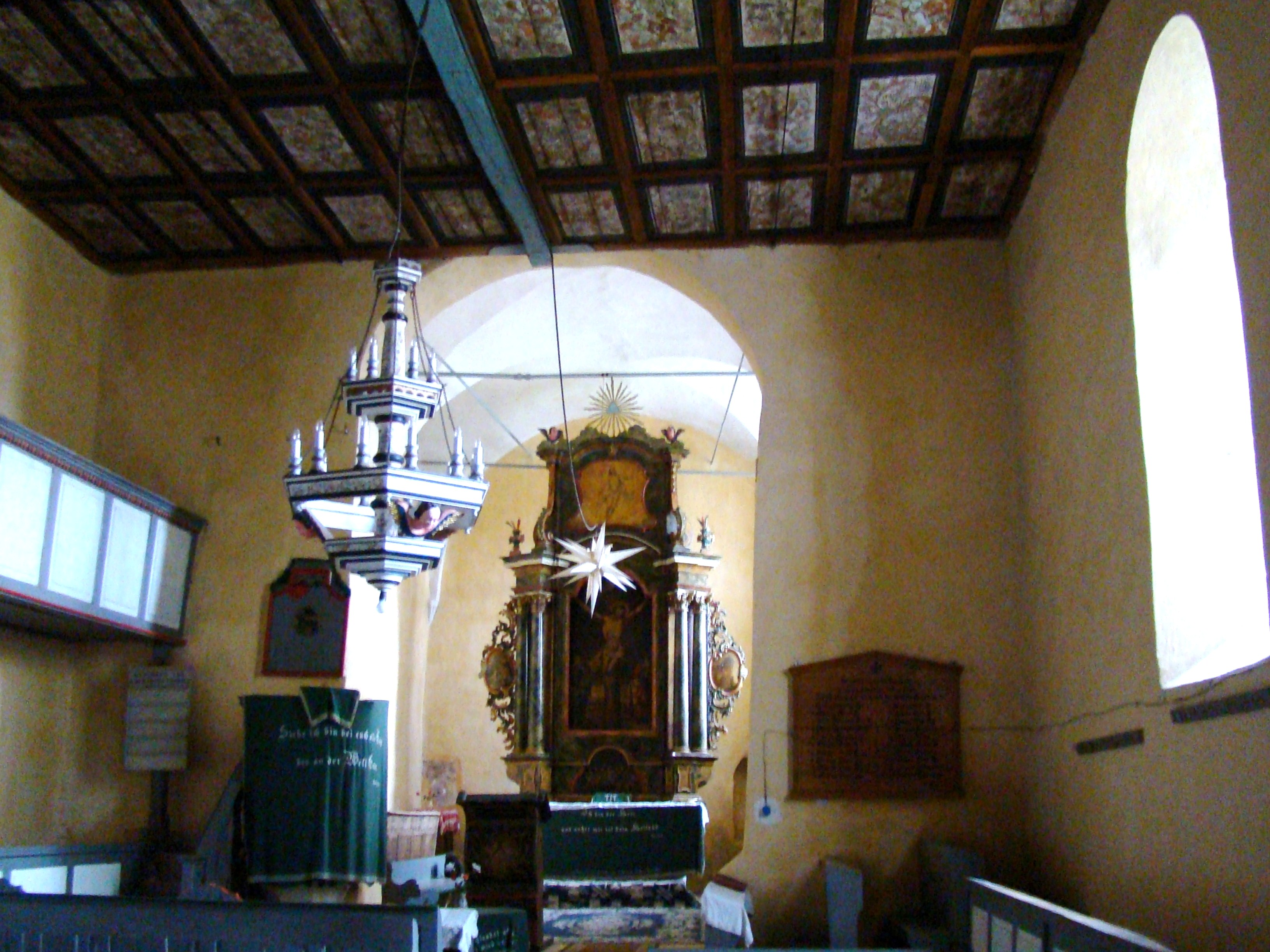
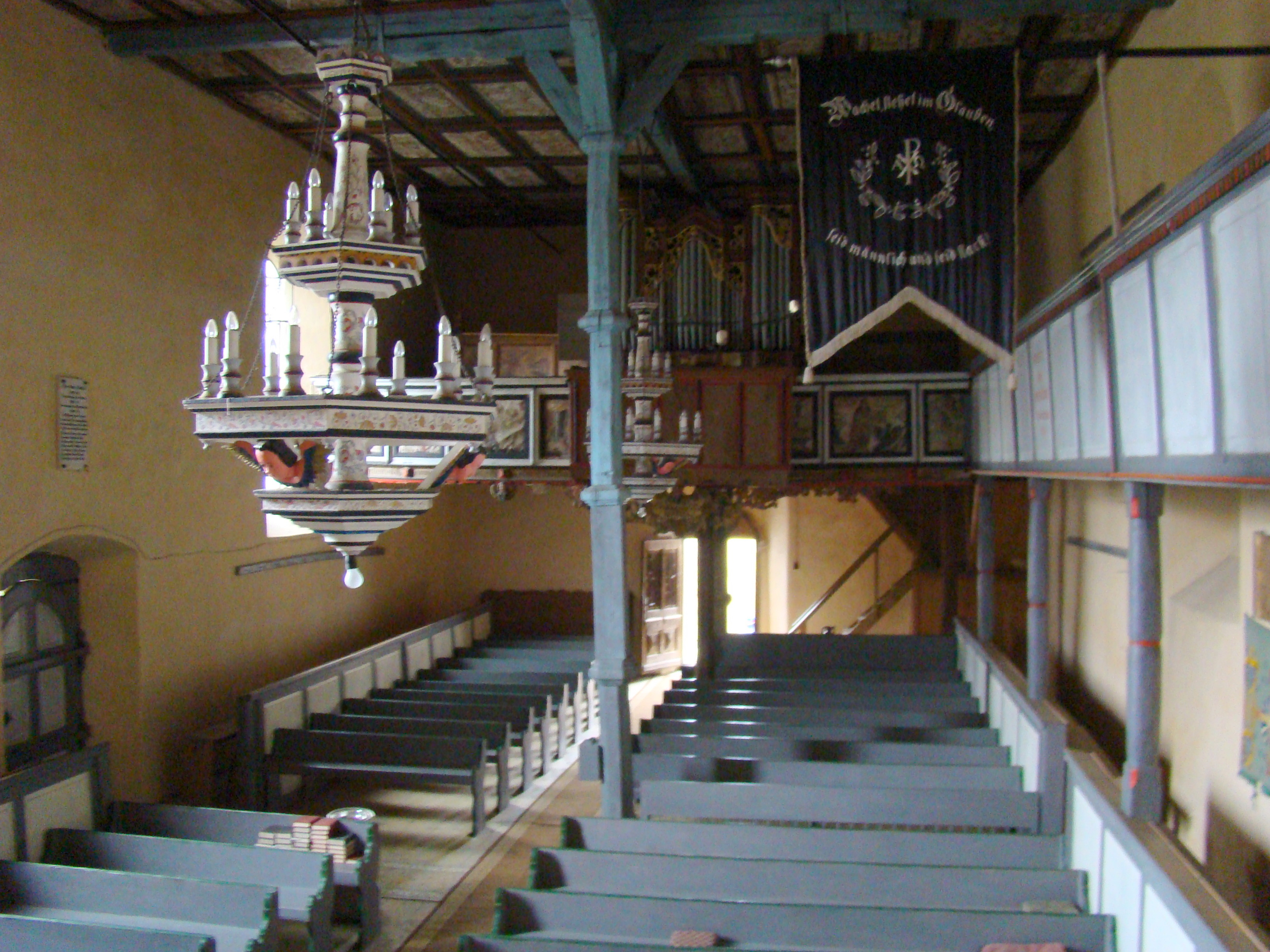
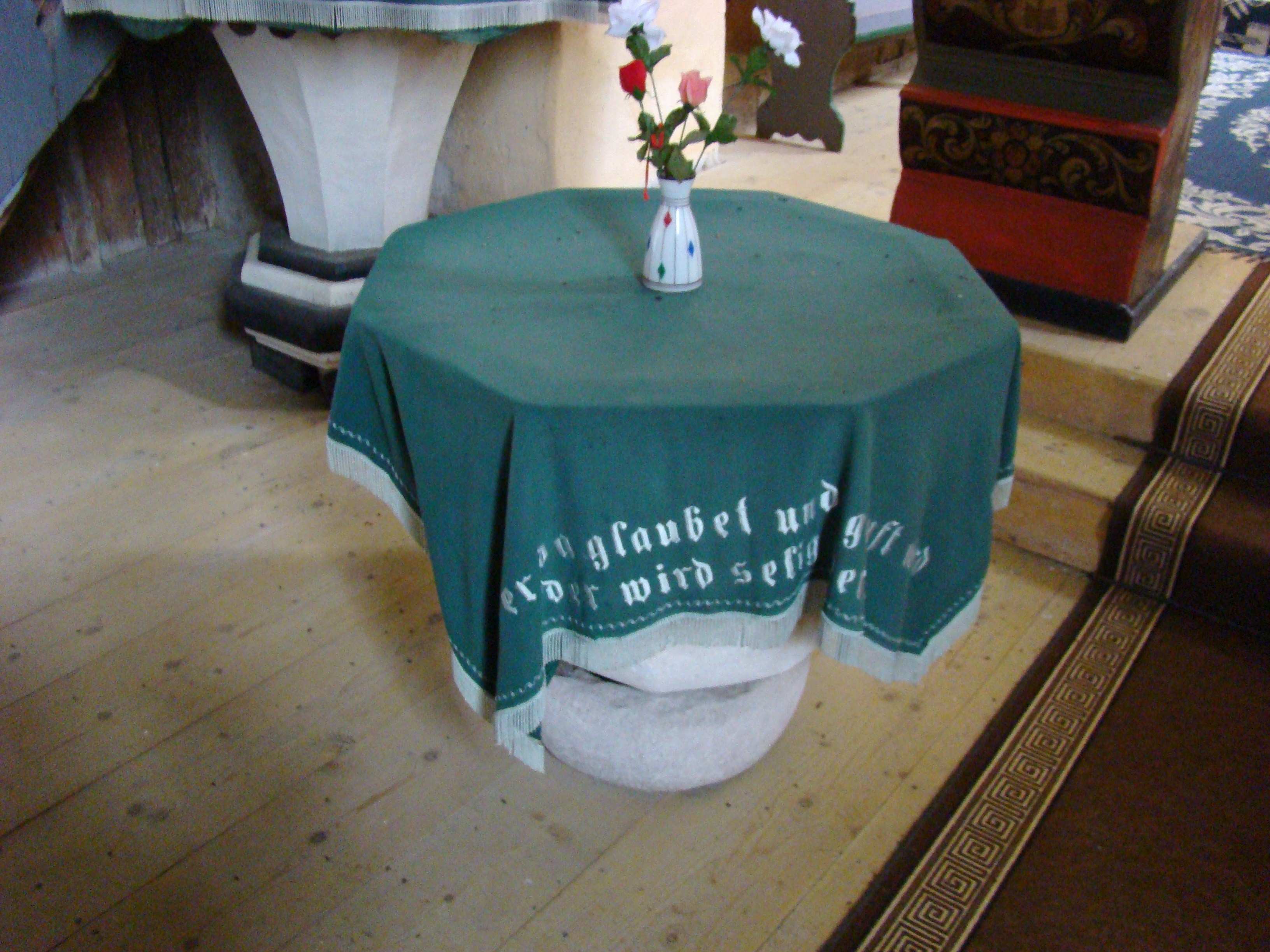
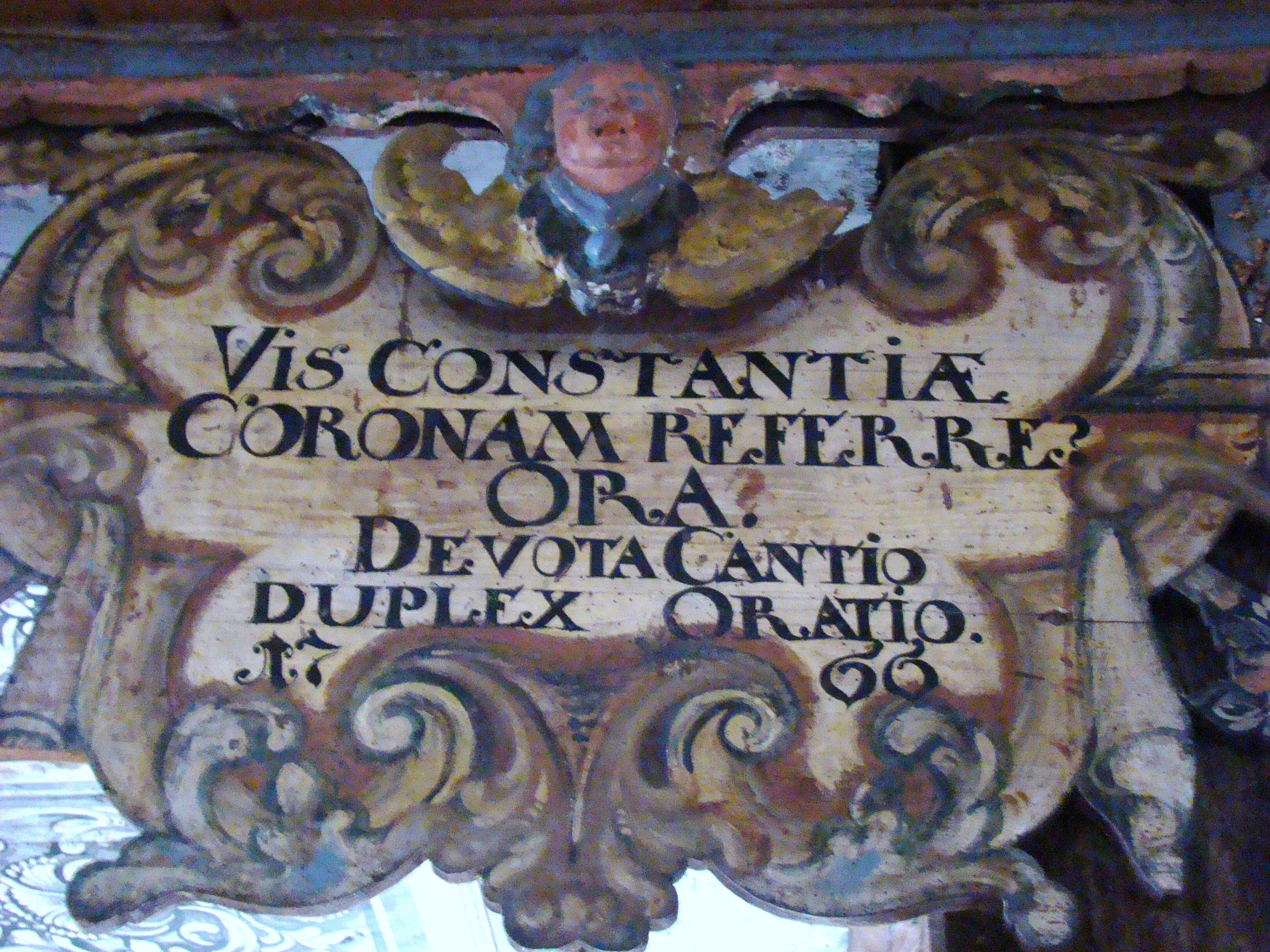
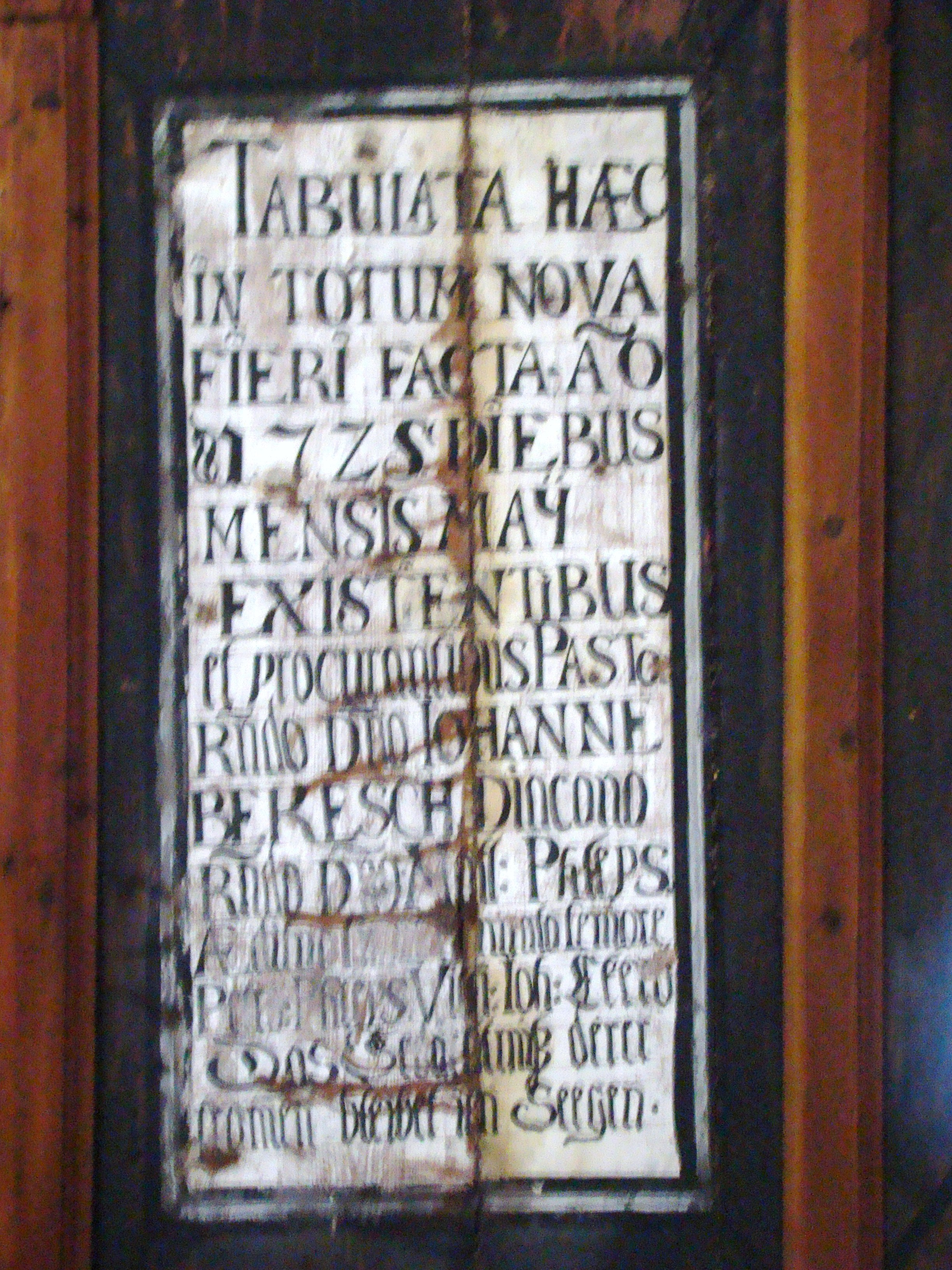
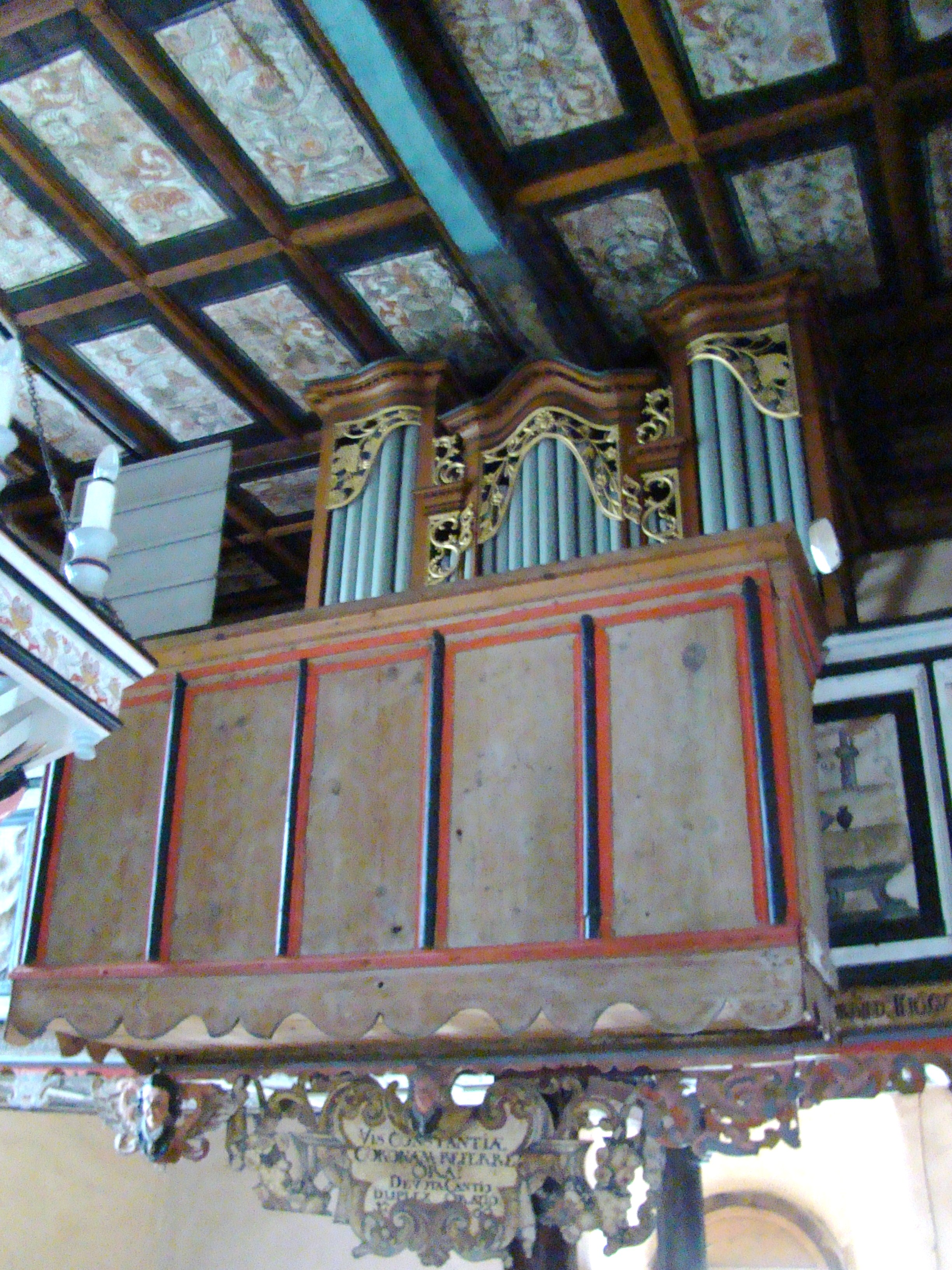
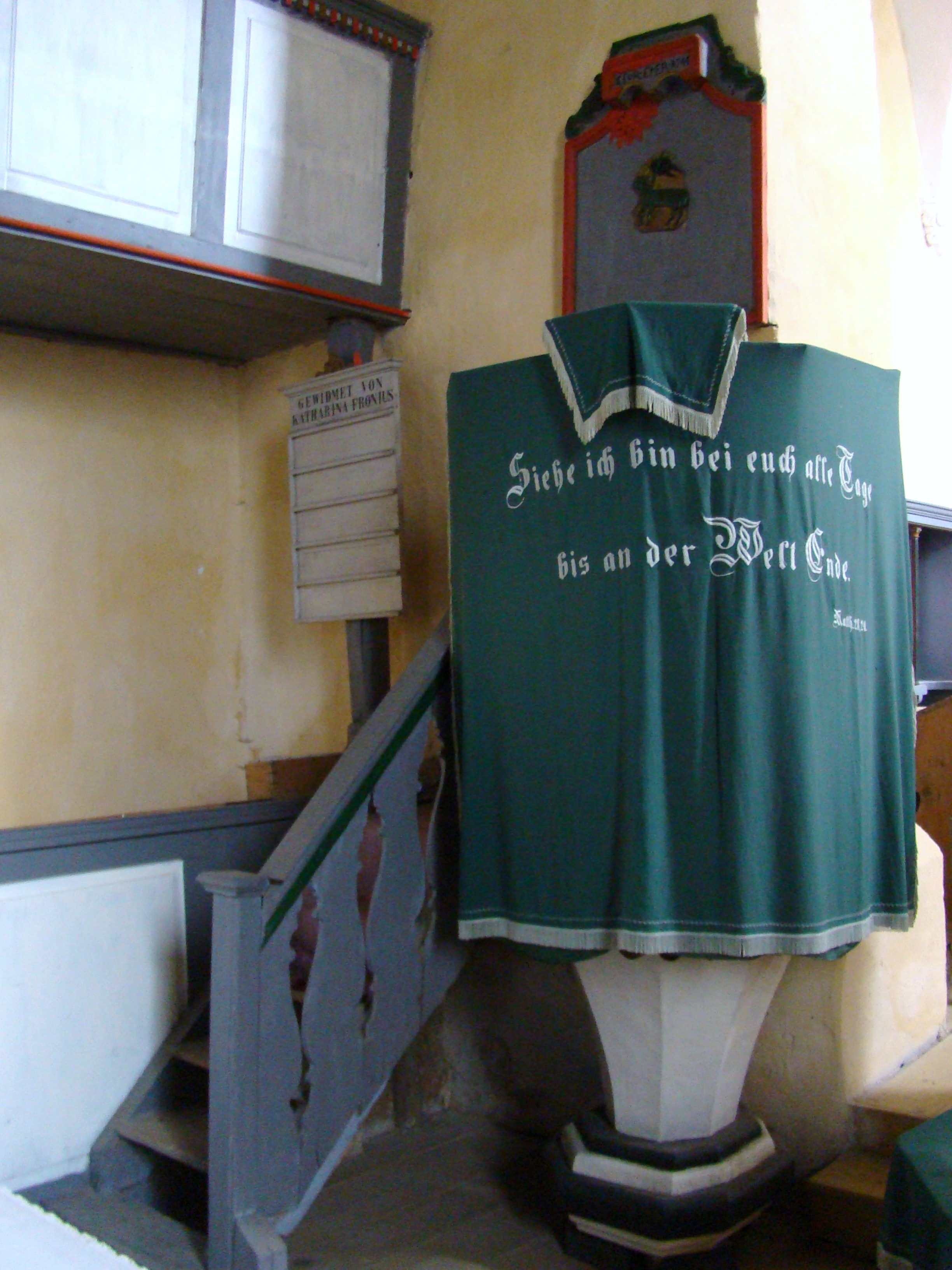
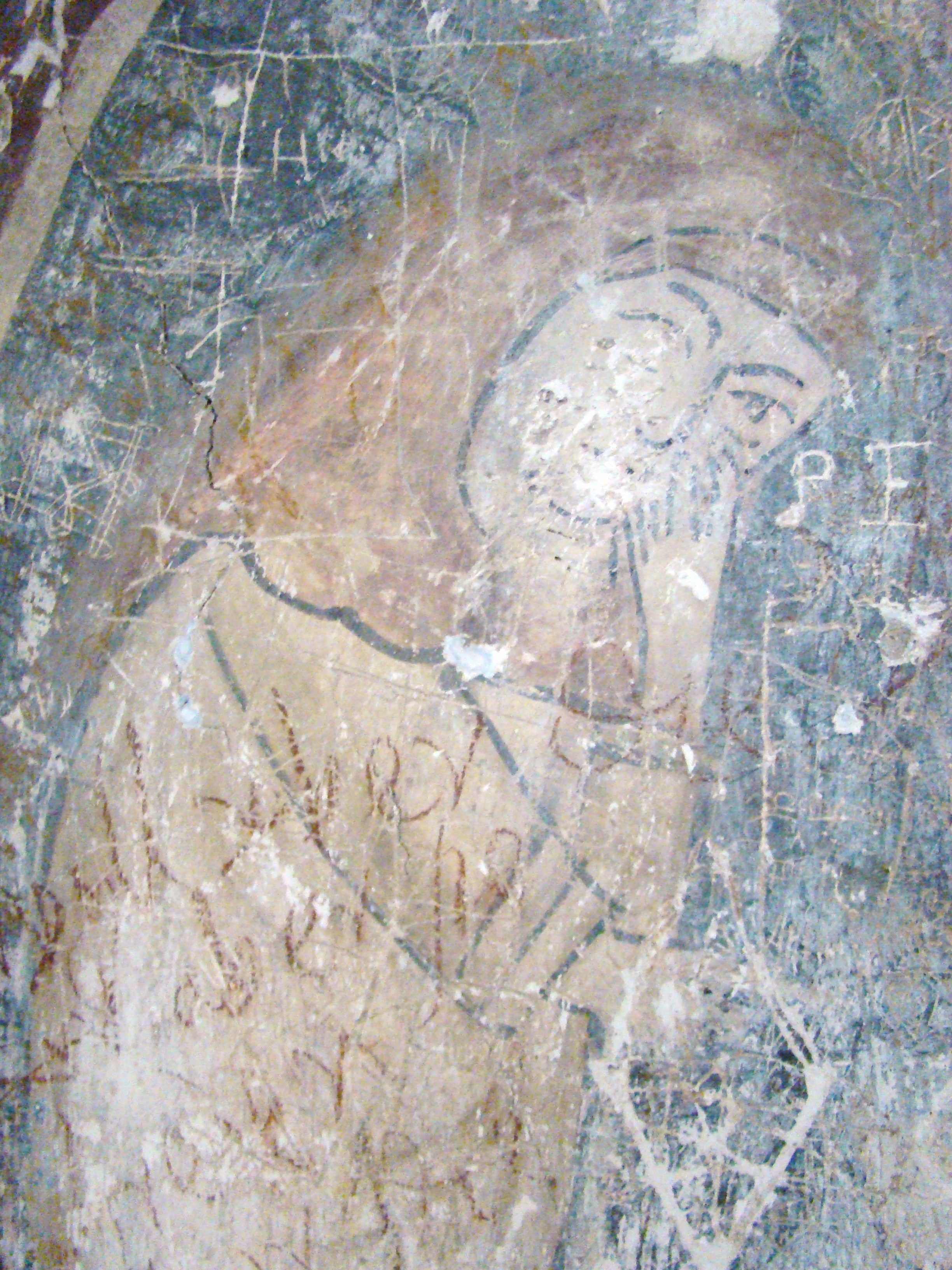
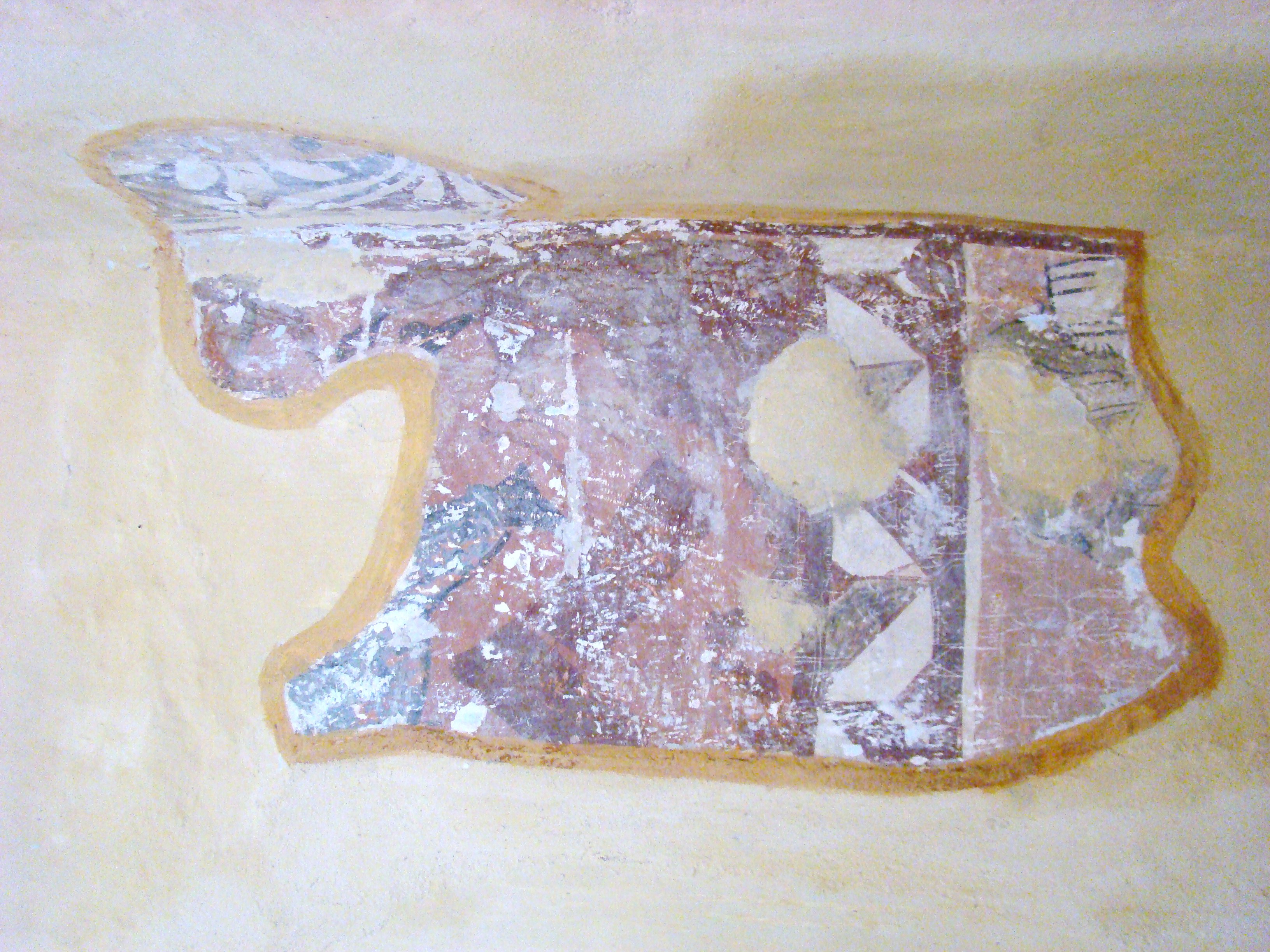
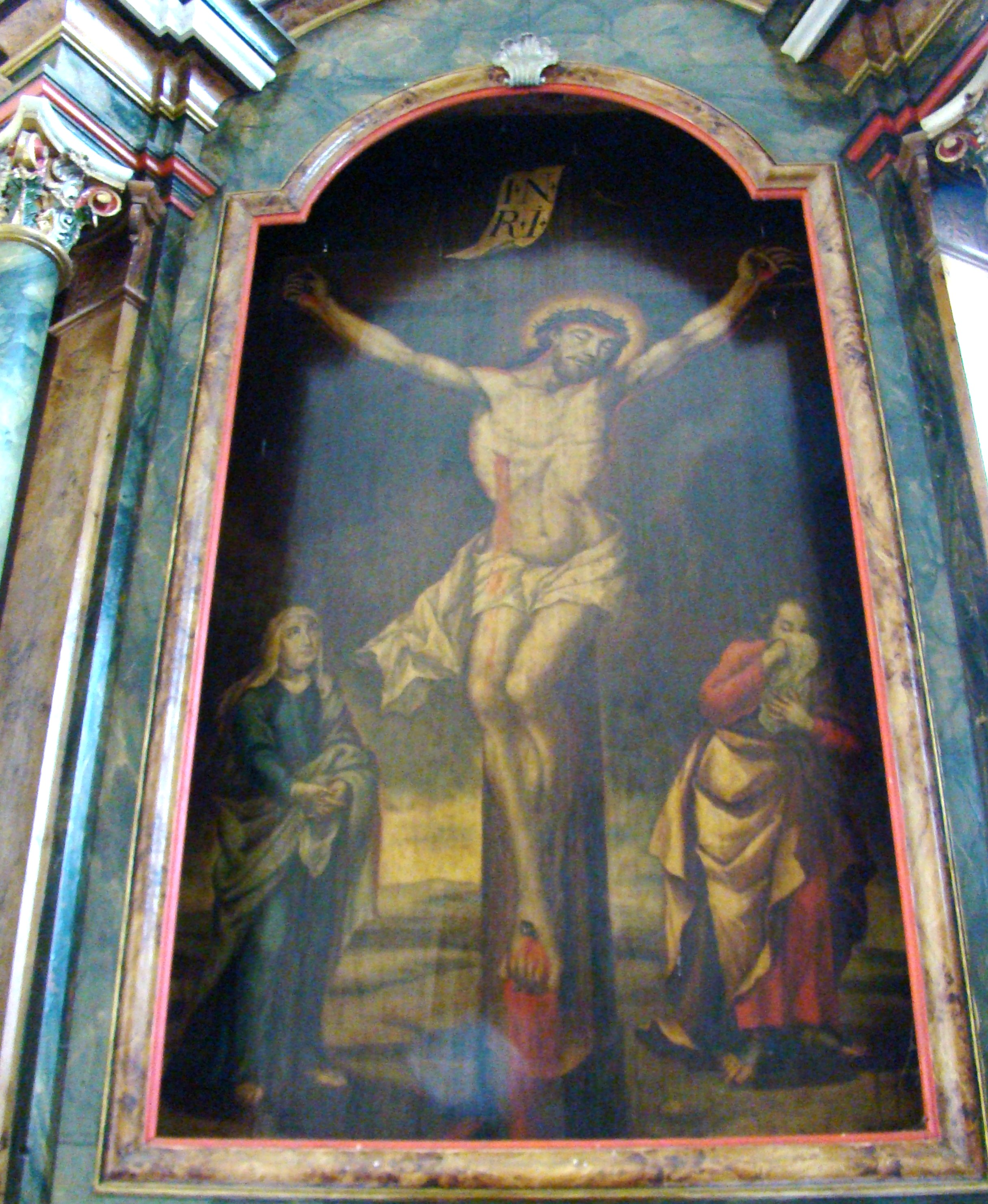
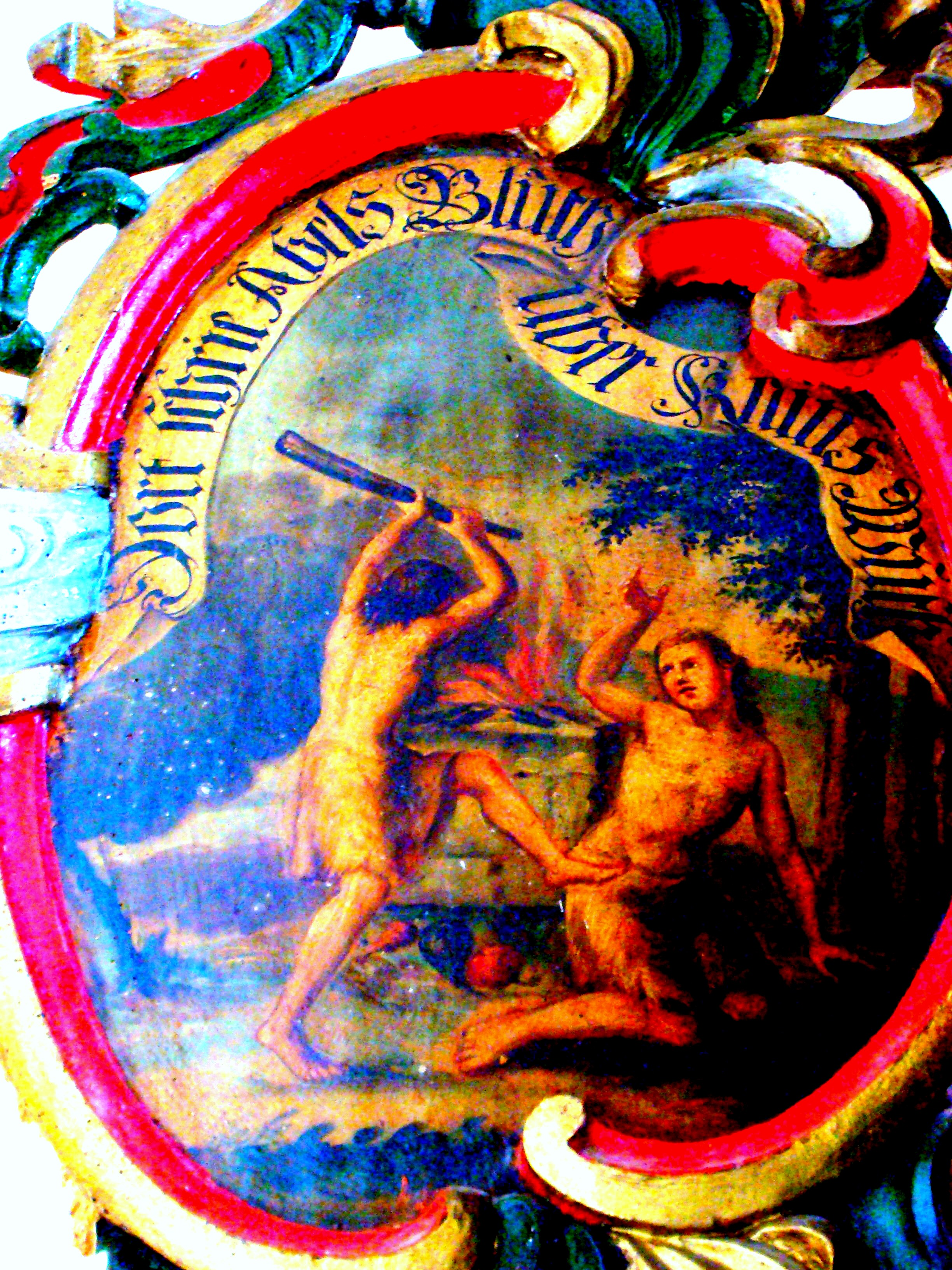
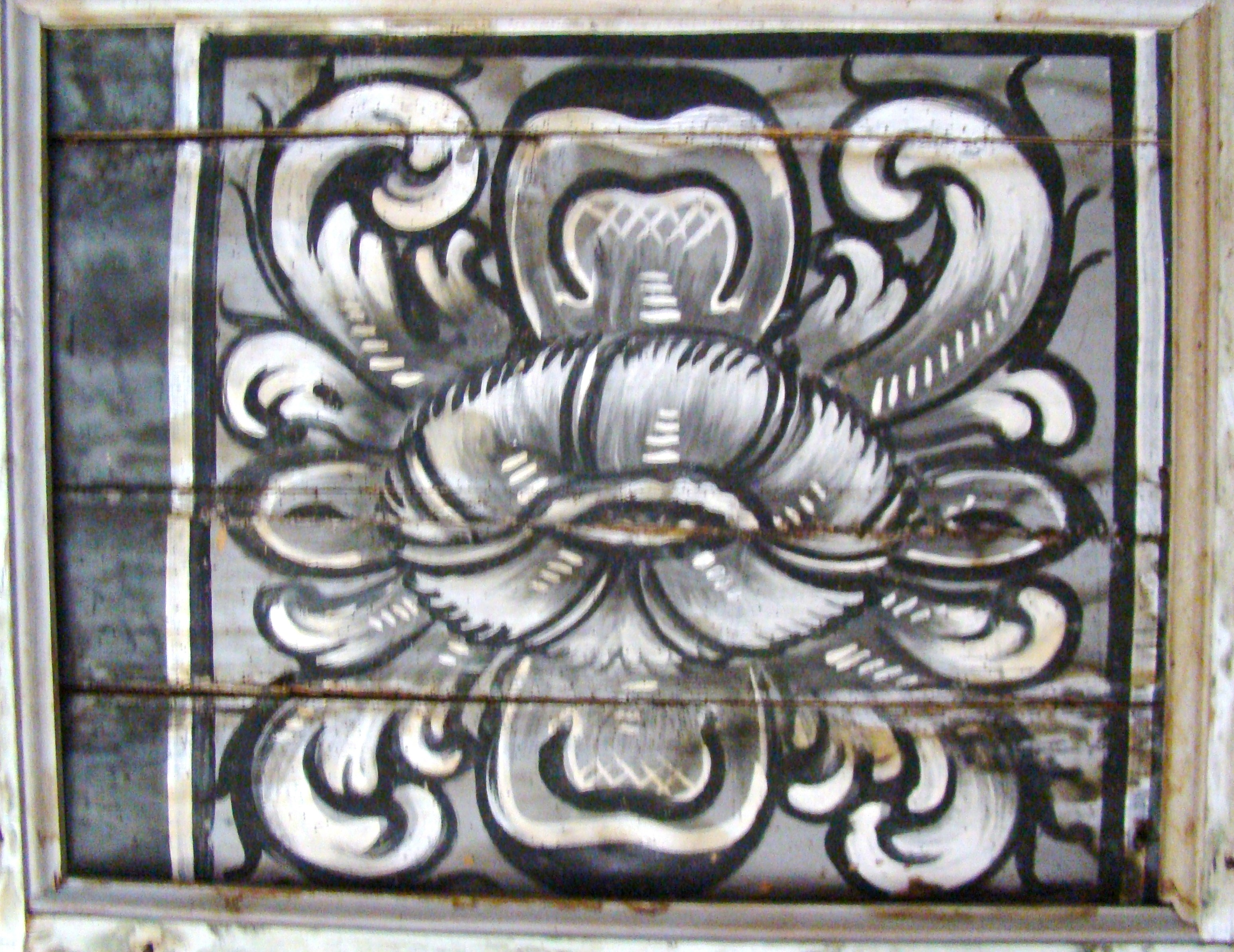
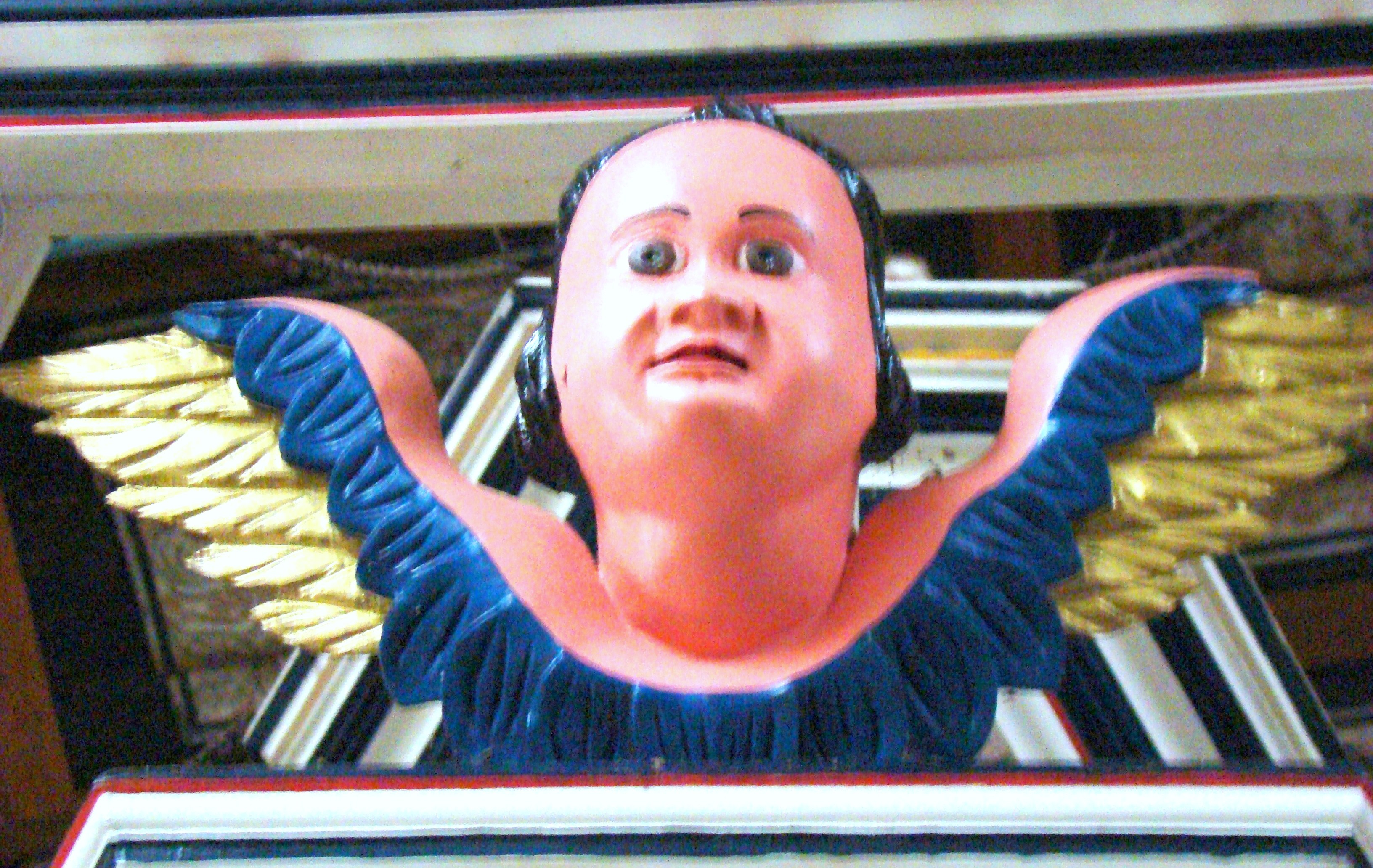
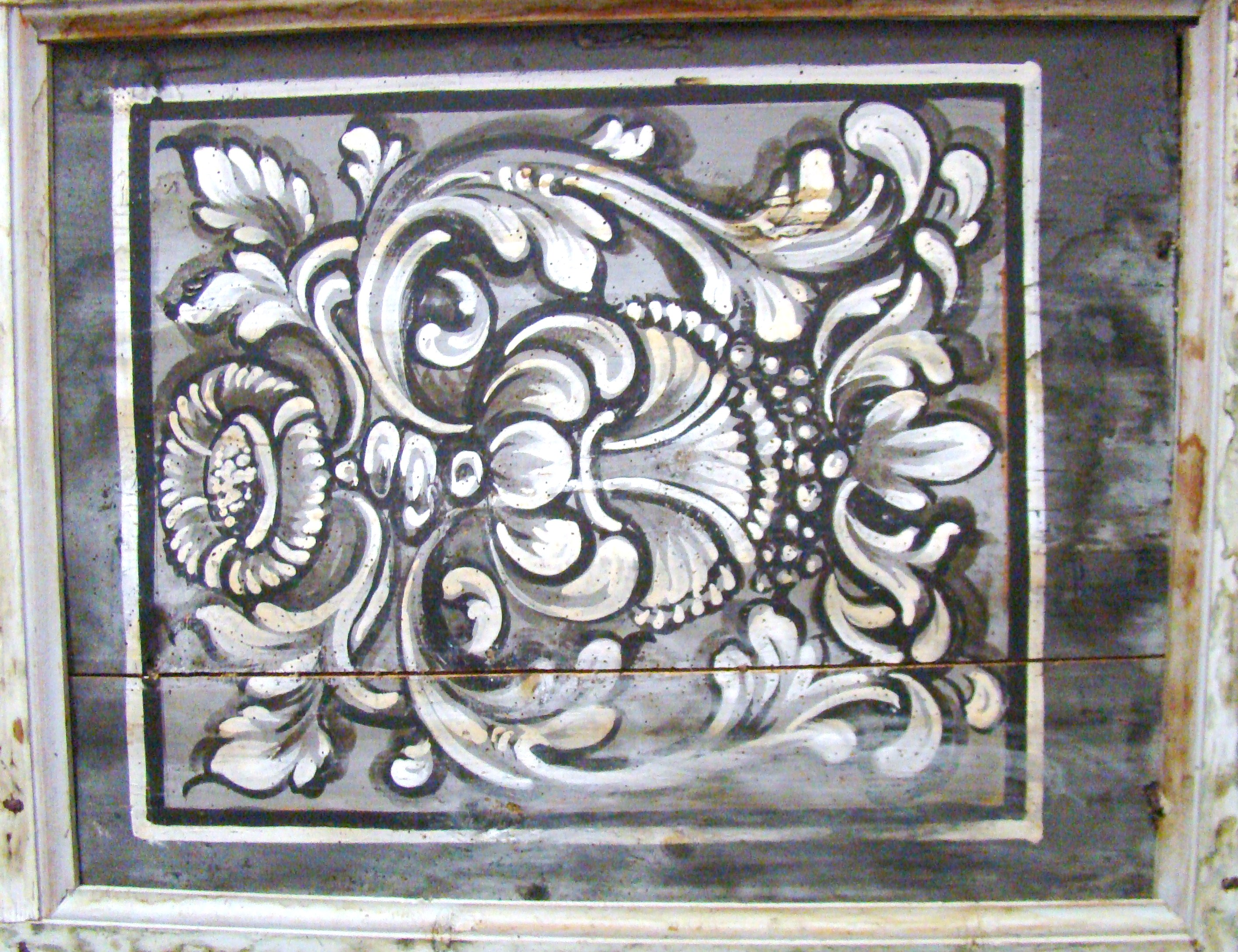
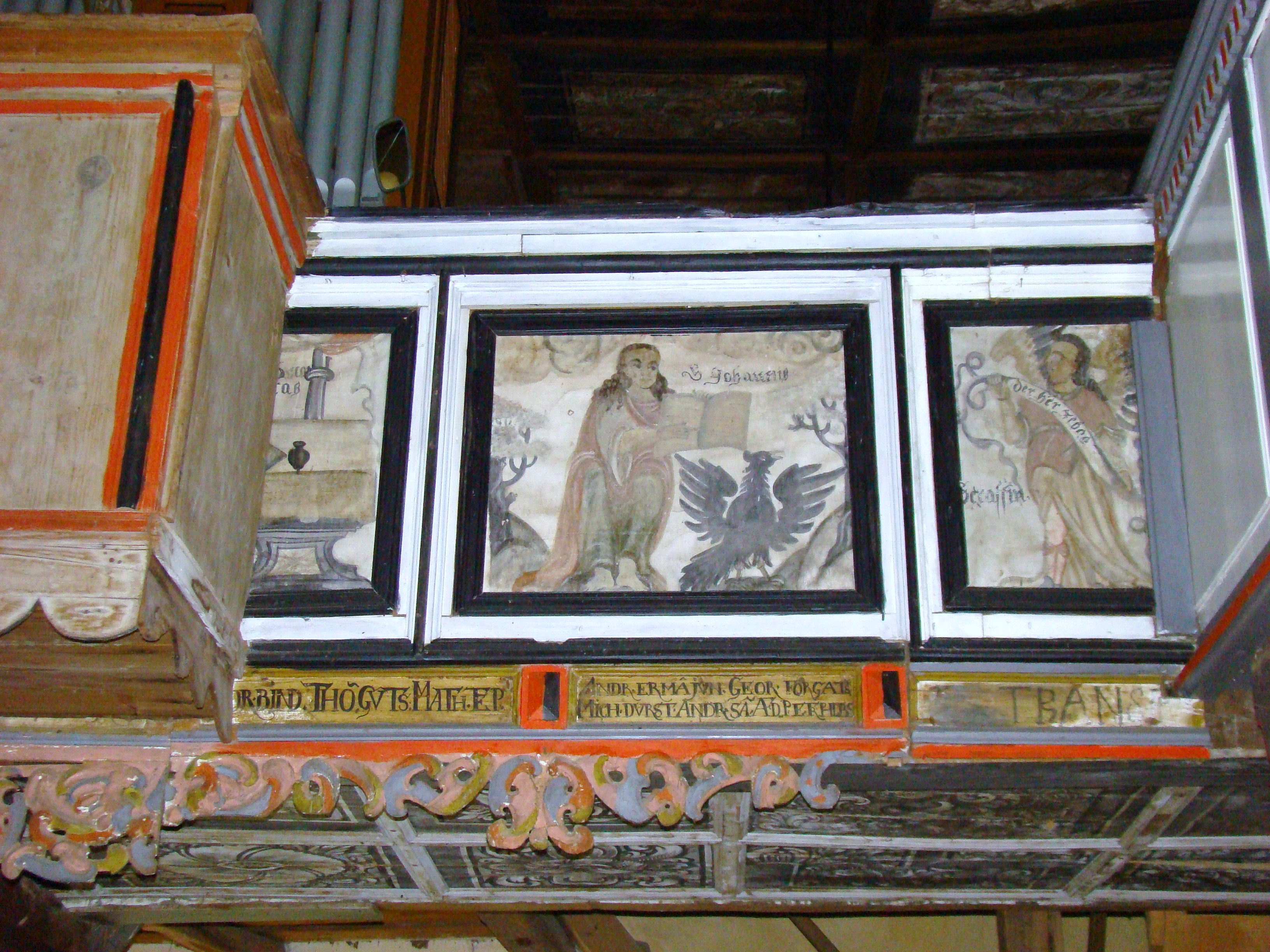
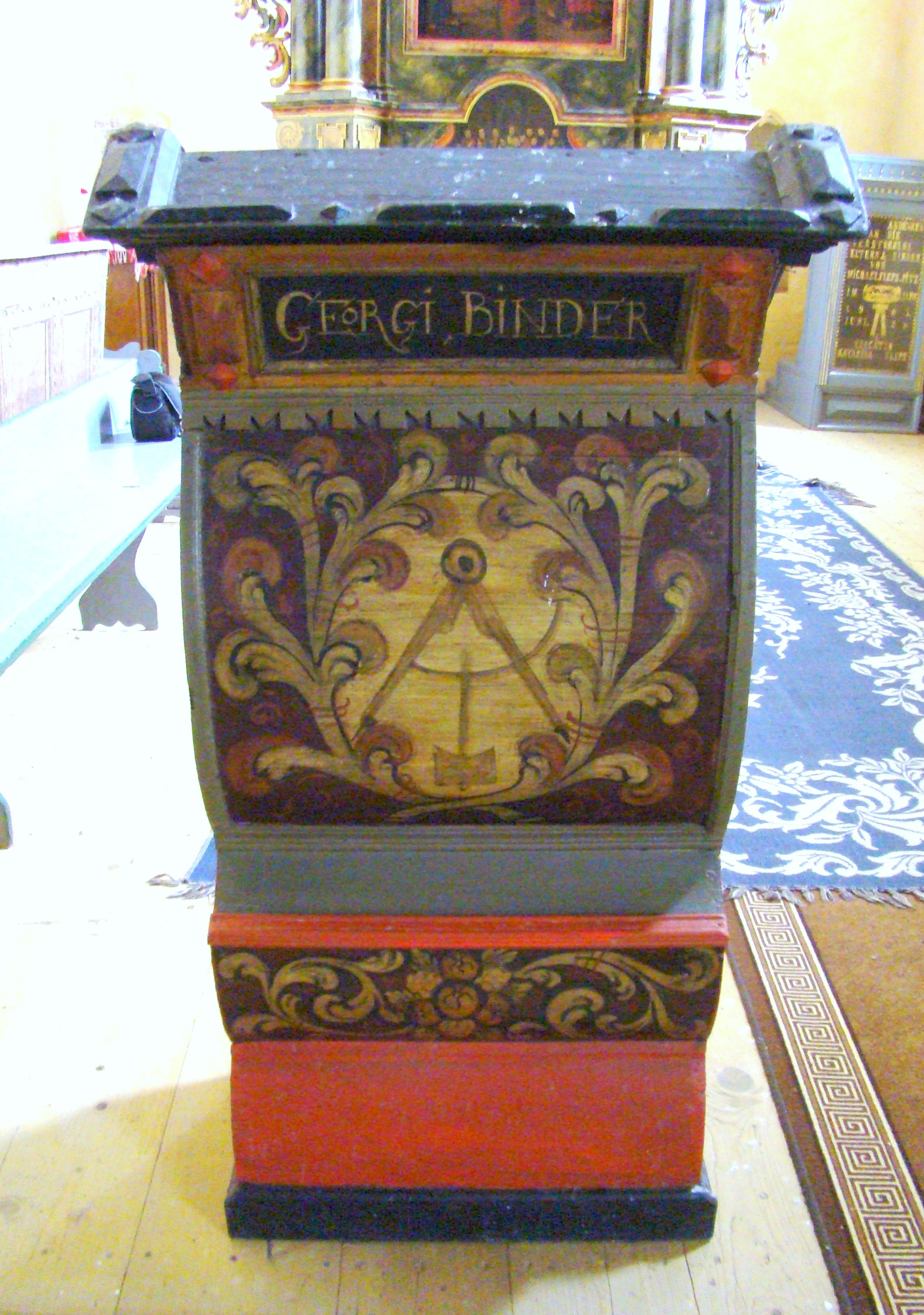
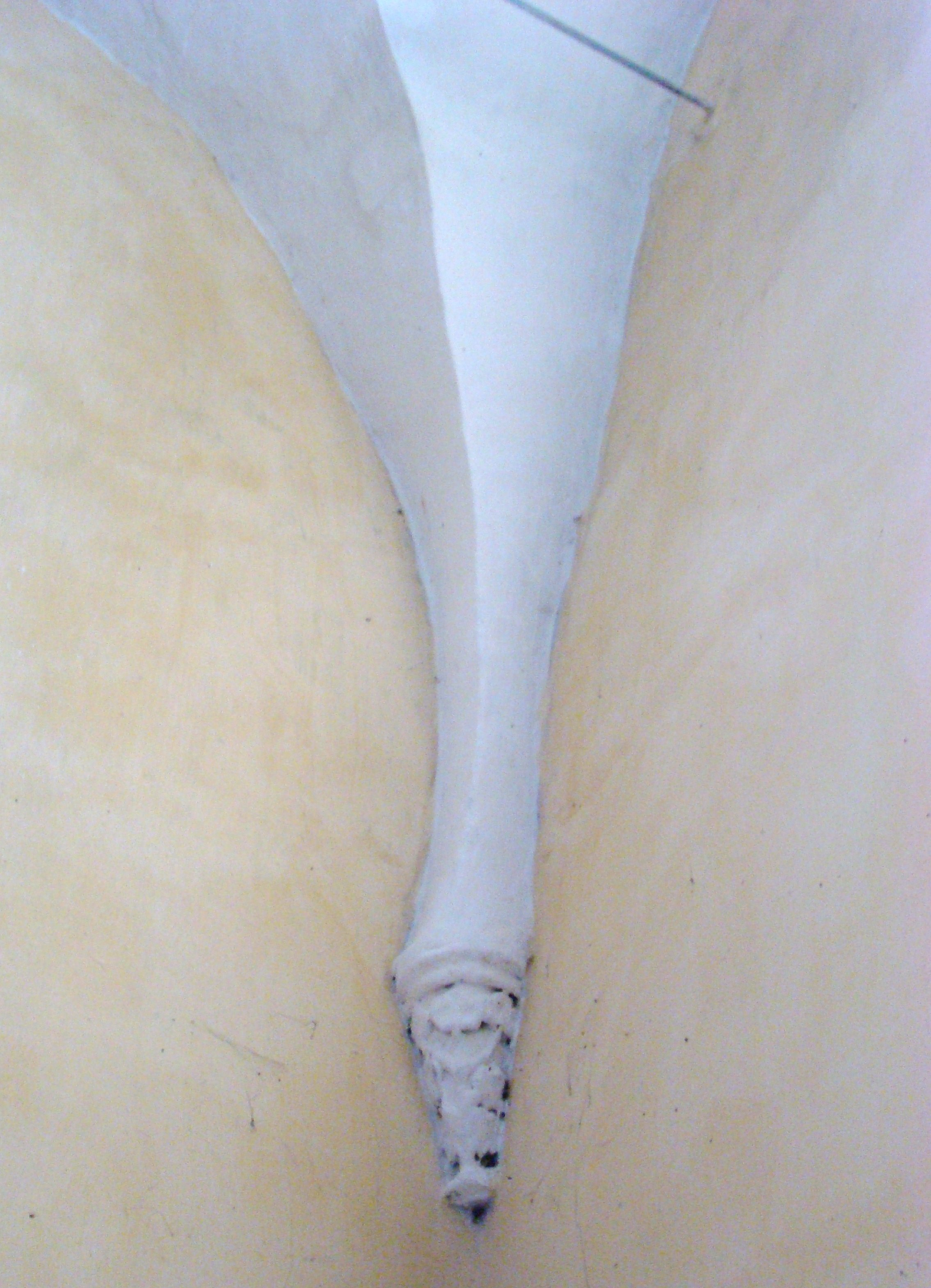
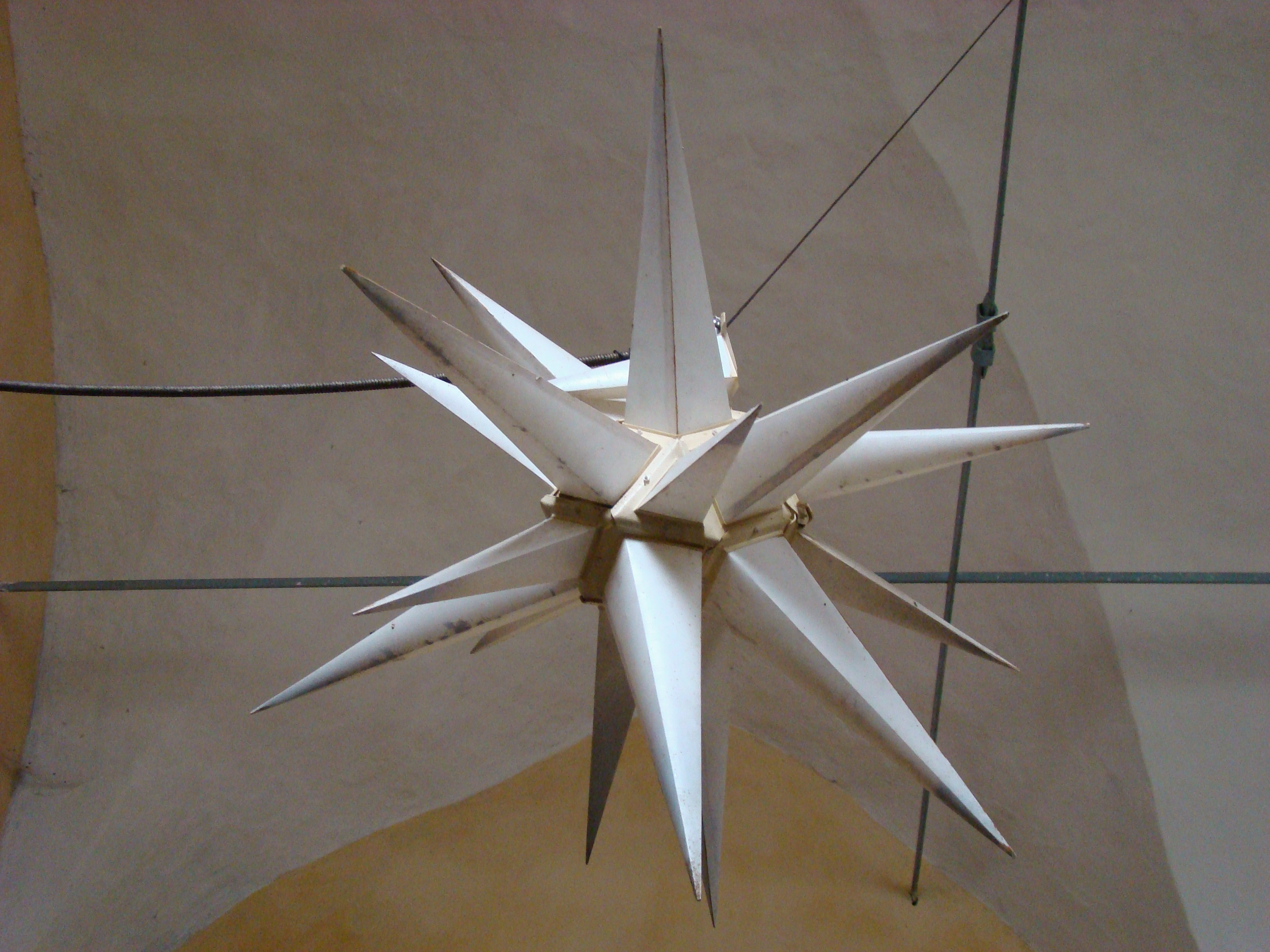
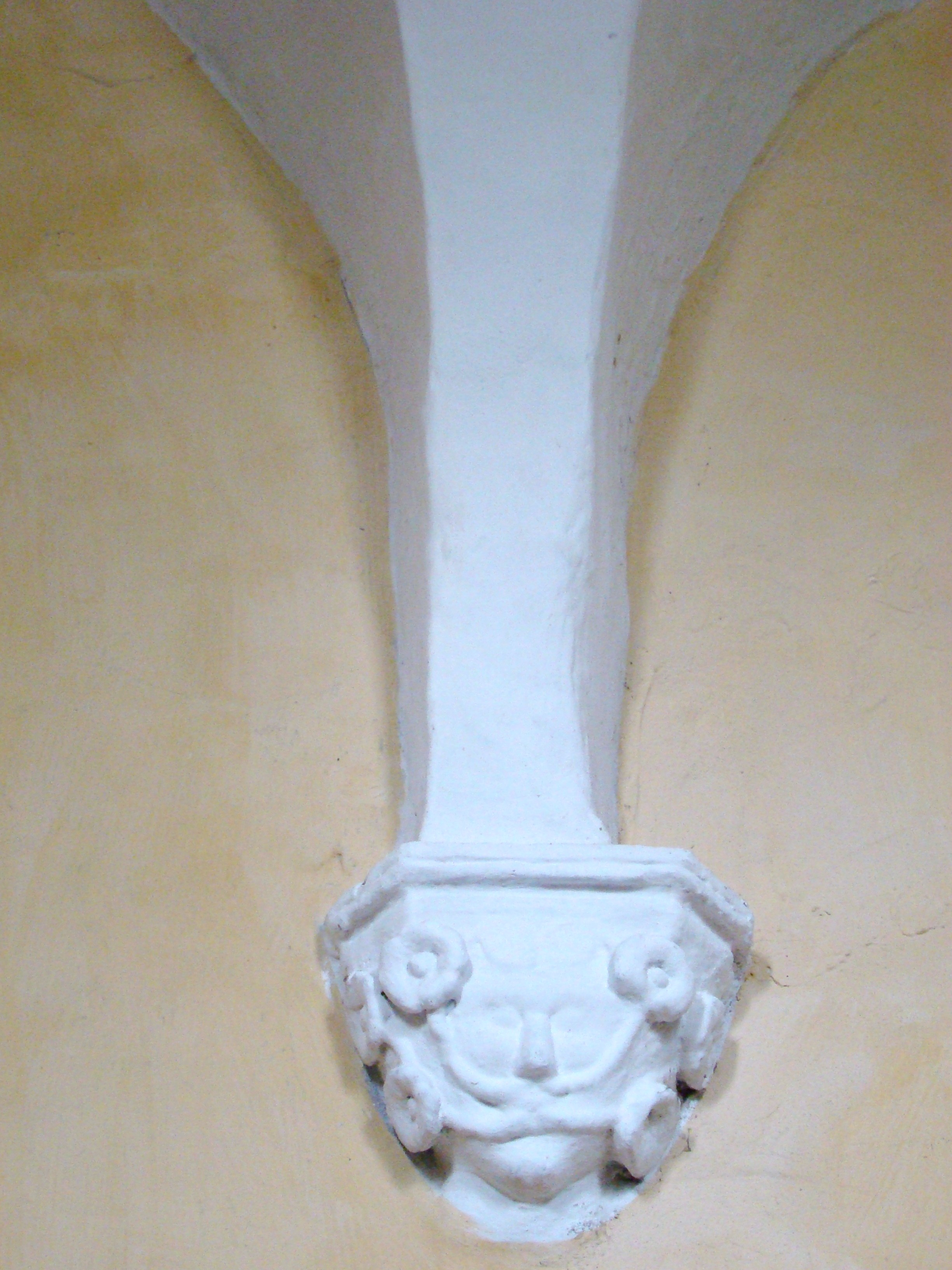
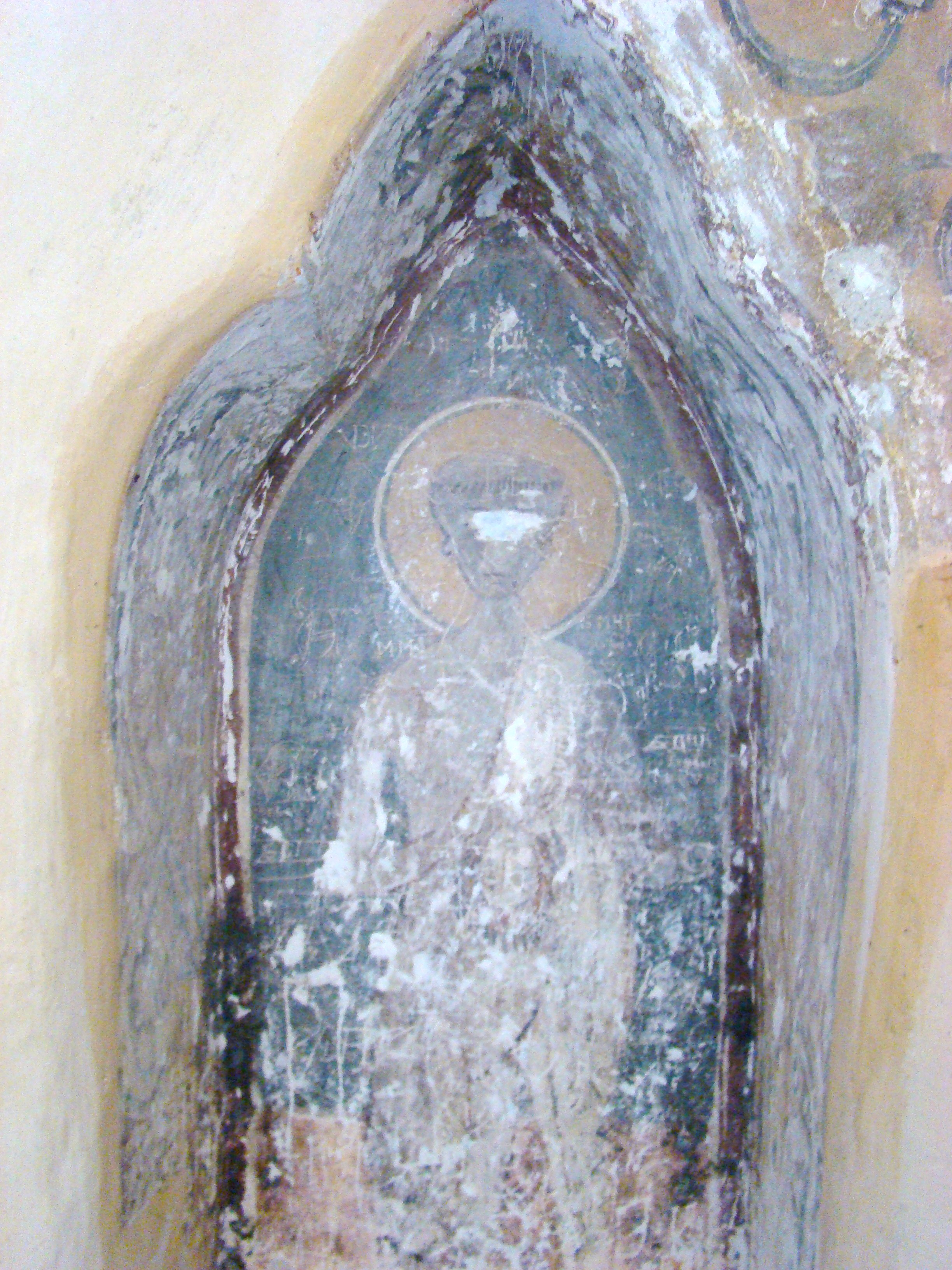